# Episodi di Dragon Quest: L'avventura di Dai

Popp, Dai e Maam nella sigla di apertura della serie

Questa è la lista degli episodi dell'anime Dragon Quest: L'avventura di Dai.
La serie, remake dell'originale uscita nel 1991, è stata annunciata al Jump Festa 2020 ed era prevista l'ottobre 2020. Questo nuovo adattamento coprirà tutto il manga. La serie, intitolata Dragon Quest: L'avventura di Dai (Dragon Quest: The Adventure of Dai), è stata trasmessa su TV Tokyo ed altre reti affiliate dal 3 ottobre 2020 al 22 ottobre 2022. In Italia la serie è stata pubblicata in simulcast su Crunchyroll in versione sottotitolata.

## Lista episodi
| Nº      | Titolo italiano Giapponese 「Kanji」 - Rōmaji | In onda           | In onda |
| Nº      | Titolo italiano Giapponese 「Kanji」 - Rōmaji | Giapponese        |         |
| 1       | Dai, l'eroe piccolino 「小さな勇者、ダイ」 - Chīsana yūsha, Dai | 3 ottobre 2020    |         |
| 1       | Un neonato venne trascinato dalla corrente del mare verso l'isola di Dermlin, abitata solo da mostri. Brass, un blob rosa, si prese cura di lui e gli diede il nome Dai. Ora Dai è cresciuto e sogna di diventare un eroe, anche se il nonno Brass vorrebbe educarlo come mago. Un giorno Derolin e i suoi tre compagni, un gruppo di eroi impostori, si recano sull'isola di Dermlin per rapire il Golden Metal Slime, una creatura rara amica di Dai che lui chiama Gomechan. Inizialmente Dai li crede amici ma poi si ricrede vedendo che portano scompiglio e rapiscono Gomechan, così li insegue fino alla nave con cui sono venuti e salva il suo amico. Il re Romos, che ha accompagnato Derolin sull'isola, si complimenta con Dai e gli consegna la Corona dei Campioni inizialmente prevista come ricompensa per il falso eroe. |                   |         |
| 2       | Dai e la principessa Leona 「ダイとレオナ姫」 - Dai to Reona hime | 10 ottobre 2020   |         |
| 2       | Sull'isola di Dermlin sbarca la principessa Leona del regno di Papnica per sottoporsi a un rituale di purificazione in una delle grotte dell'isola. La principessa chiede a Dai di accompagnarla e gli regala un coltello di Papnica che potrà usare come arma, visto che il ragazzo non si ritiene portato per la magia. Tuttavia il vescovo Temjin vuole uccidere la principessa per diventare l'erede al trono e il suo fidato Varon fa apparire uno scorpione malefico che avvelena Leona. Dai uccide il mostro e si ripara in una caverna dove, in preda al rimorso per non saper usare l'incantesimo di guarigione Detox, sprigiona un potere ancora più forte caratterizzato da un'aura blu e lo usa per sconfiggere Varon. La principessa Leona viene salvata dal nonno Brass ed esegue il suo rituale di battesimo per le arti magiche. |                   |         |
| 3       | Il mentore dell'eroe 「勇者の家庭教師」 - Yūsha no kateikyōshi | 17 ottobre 2020   |         |
| 3       | Il signore delle tenebre si è risvegliato e ha gettato l'isola di Dermlin nell'oscurità. Fortunatamente l'eroe Avan the Genial III approda sull'isola e libera i mostri dal controllo del male erigendo una barriera magica. Avan è al corrente del ritorno del signore delle tenebre e la famiglia reale di Papnica gli ha chiesto di preparare il giovane Dai che vive su quell'isola per farlo diventare un eroe. Il tempo a sua disposizione è poco, quindi Dai accetta di sottoporsi a un allenamento intensivo per una settimana mentre Popp – già allievo di Avan – preferisce continuare ad allenarsi normalmente pur dimostrando una certa curiosità verso i miglioramenti di Dai. |                   |         |
| 4       | Il ritorno di Hadler, il signore delle tenebre 「魔王ハドラーの復活」 - Maō Hadorā no fukkatsu | 24 ottobre 2020   |         |
| 4       | Il maestro Avan si tramuta in drago per allenare Dai all'uso del fendente dell'onda, una tecnica per tagliare elementi come l'acqua e il fuoco. Subito dopo Hadler, il signore delle tenebre, irrompe nella barriera magica dell'isola di Dermlin per vendicarsi contro Avan, ovvero l'eroe leggendario che lo uccise quindici anni fa. Hadler è stato resuscitato dal re oscuro Vearn che gli ha dato un corpo più resistente, infatti il colpo più potente di Avan – l'Avan Strash – provoca solo una cicatrice al nemico. Dai dà man forte al suo maestro e Hadler, accortosi della potenza del ragazzo, decide di eliminare sia lui che Popp ma Avan fa loro da scudo con il suo corpo. |                   |         |
| 5       | L'emblema di Avan 「アバンのしるし」 - Aban no shirushi | 31 ottobre 2020   |         |
| 5       | Avan intuisce di non essere all'altezza di sconfiggere il nuovo regno delle tenebre e fa il possibile per eliminare Hadler sacrificando se stesso. Prima protegge i suoi allievi, Brass e Gomechan con l'incantesimo Metalpelle e assegna a Dai e Popp il suo distintivo, poi usa il Megante contro il signore delle tenebre e sparisce assieme a lui. Dopo pochi istanti Hadler si rialza dal terreno dimostrando agli amici di Avan che il suo gesto disperato non è stato sufficiente a distruggerlo, allora Dai si libera del sigillo del Metalpelle e combatte contro Hadler fino a scaraventarlo via dall'isola, usando il potere del suo stemma. Scongiurata temporaneamente la minaccia, Dai e Popp accettano la morte di Avan e la missione che ha affidato loro di sconfiggere il male al posto suo. Hadler, che ha riconosciuto sulla fronte di Dai lo stemma dei Cavalieri del Drago, vuole uccidere il ragazzo prima che diventi troppo forte. |                   |         |
| 6       | Crocodyne, il re delle bestie 「獣王クロコダイン」 - Jūō Kurokodain | 7 novembre 2020   |         |
| 6       | Dai e Popp lasciano l'isola di Dermlin per andare nel regno di Romos ma si perdono nella foresta delle tenebre, dove salvano una bambina indifesa da alcuni mostri che l'attaccano. Subito dopo arriva Maam, una ragazza dello stesso villaggio della bambina, che ringrazia i ragazzi per averla aiutata e offre loro ospitalità per la notte al loro villaggio di Nayle. Popp rifiuta l'invito e si incammina con Dai attraverso la foresta per arrivare al castello reale. Poco più tardi Dai e Popp vengono raggiunti da Crocodyne, un gigantesco coccodrillo chiamato "re delle bestie" nonché il comandante della Legione Centobelve, una delle sei armate del regno delle tenebre. Crocodyne afferma di essere stato incaricato da Hadler per sconfiggere Dai. Popp se la dà a gambe e ritrova Maam, la quale li ha seguiti per restituire loro una sacca in cui si è nascosto Gomechan. Maam è anch'essa una discepola di Avan che ha terminato l'addestramento e senza esitare aiuta Dai a combattere contro Crocodyne, ma punta la sua pistola magica proprio contro il ragazzo. |                   |         |
| 7       | I pensieri di Maam 「マァムの想い」 - Maamu no omoi | 14 novembre 2020  |         |
| 7       | Grazie all'incantesimo sparato da Maam, Dai può continuare a combattere ferendo Crocodyne all'occhio sinistro. Il re delle bestie è costretto a ritirarsi e al contempo ad accettare di usare uno sporco trucco suggerito da Zaboera, il comandante della Legione Mistica, per sconfiggere Dai alla prossima occasione. Maam accoglie Dai, Popp e Gomechan al suo villaggio e spiega loro che i suoi genitori erano compagni di Avan durante il suo combattimento contro il signore delle tenebre. Dopo quella vittoria Maam è stata allenata da Avan e alla fine dell'addestramento ha ricevuto in dono la pistola a proiettili magici, che può lanciare incantesimi sia offensivi che guaritori. Dai e Popp decidono di tenere nascosta a tutti gli abitanti del villaggio, soprattutto Maam, la morte di Avan. Dai chiede al saggio del villaggio di insegnargli qualche incantesimo finché resterà lì e gli racconta della dipartita del suo maestro. Maam, che ascoltava di nascosto, rimane molto turbata dalla notizia e il mattino dopo, quando i ragazzi lasciano il villaggio per dirigersi al castello, prende la decisione di unirsi a loro per condividere la responsabilità di onorare l'eredità del maestro Avan. |                   |         |
| 8       | L'assalto della Legione Centobelve 「百獣総進撃」 - Hyakujū sō-shingeki | 21 novembre 2020  |         |
| 8       | Dai, Popp e Maam giungono al castello di Romos in piena notte, così alloggiano in una locanda dove ritrovano per caso Derolin e i suoi compari. La mattina dopo Crocodyne attacca il castello con una moltitudine di mostri e il re, che decide con coraggio di non fuggire, viene catturato da Crocodyne fino all'arrivo imminente di Dai. Popp ascolta le preoccupazioni dei falsi eroi e decide di non aiutare Dai per paura di morire. Maam è molto delusa da lui e corre da sola ad aiutare il suo amico. Crocodyne attua il piano di Zaboera: da un cilindro magico fa uscire nonno Brass, catturato sull'isola di Dermlin, che cede all'influenza malvagia del signore delle tenebre e passa dalla parte del male come tutti gli altri mostri. Malgrado ciò Dai non intende attaccarlo e Maam accusa pesantemente Crocodyne di ipocrisia, sapendo che è un guerriero fedele al proprio orgoglio. Crocodyne dà sfogo alla sua rabbia con il suo Angosciattacco e mette a tappeto Dai e Maam. |                   |         |
| 9       | Una scintilla di coraggio 「ひとかけらの勇気」 - Hito kakera no yūki | 28 novembre 2020  |         |
| 9       | Popp vede il raggio dell'Angosciattacco dalla locanda e il mago del gruppo dei falsi eroi gli mostra con la sua sfera che Dai e Maam sono stati quasi sconfitti. Resosi conto della sua codardia, Popp torna sui suoi passi e raggiunge Crocodyne prima che dia il colpo di grazia a Dai. Popp rompe il suo bastone magico e lancia i frammenti attorno a Brass per poi creare un cerchio magico che neutralizzi l'influenza maligna su di lui. Ora che il nonno Brass non è più un nemico, Dai può combattere usando tutte le sue forze: le lacrime di Gomechan lo aiutano a risvegliare il potere dello stemma e con un Avan Strash sconfigge Crocodyne. Quest'ultimo è rimasto colpito dallo spirito di sacrificio di Popp e dimostra di aver imparato da lui il valore della lealtà. |                   |         |
| 10      | Nel regno di Papnica 「いざパプニカ王国へ」 - Iza Papunika ōkoku e | 5 dicembre 2020   |         |
| 10      | Il re Romos vorrebbe donare a Dai il titolo di Eroe, ma il ragazzo rifiuta perché ritiene di essere ancora troppo inesperto. Dai, Popp e Maam si dirigono verso il regno di Papnica, in cui l'armata delle tenebre ha sferrato l'attacco più potente e la principessa Leona potrebbe essere in pericolo di vita. Qui incontrano Hyunckel, il primo allievo di Avan, ma scoprono che è proprio lui il loro avversario, in qualità di comandante della Legione dei Non Morti. |                   |         |
| 11      | Hyunckel, lo spadaccino delle tenebre 「魔剣戦士ヒュンケル」 - Maken senshi Hyunkeru | 12 dicembre 2020  |         |
| 11      | Hyunckel racconta perché odia Avan: quand'era appena nato fu adottato da uno scheletro sottoposto ad Hadler, Bartos, che diventò suo padre. Quando Avan sconfisse Hadler, il suo potere che permetteva ai morti di continuare a vivere cessò e Bartos, assieme agli altri scheletri, svanì. Hyunckel fu ritrovato subito dopo da Avan e decise di diventare suo allievo per poi tradirlo. Dai sta per essere ucciso da Hyunckel ma Crocodyne arriva per salvarlo e ordina ad un uccello di portare in salvo Dai e Popp. Crocodyne viene sconfitto da Hyunckel, che prende Maam in ostaggio. |                   |         |
| 12      | Superfulmine Combinato 「ふたりのライデイン」 - Futari no Raiden | 19 dicembre 2020  |         |
| 12      | Hyunckel non può essere danneggiato dagli incantesimi, ma Popp vede la sua spada come un punto debole: grazie ad essa infatti può essere colpito da un fulmine. L'incantesimo Superfulmine è molto complicato, perciò Dai e Popp si allenano per scagliarlo insieme. Hyunckel va a parlare con Maam e la ragazza tenta di far defluire il suo odio verso Avan e il suo ideale di giustizia. Quando Dai e Popp vanno a salvare Maam, vengono attirati in trappola nell'arena del palazzo dove Hyunckel li aspetta per combattere; i ragazzi riescono a lanciare il Superfulmine correttamente e Hyunckel ne rimane vittima. |                   |         |
| 13      | Il momento decisivo 「決着の瞬間」 - Ketchaku no toki | 26 dicembre 2020  |         |
| 13      | Hyunckel ha resistito al Superfulmine e attacca Dai con un Bloody Strike, facendolo svenire. Intanto Maam, che è riuscita a scappare con Gome, porta a Hyunckel una conchiglia contenente un messaggio registrato da suo padre prima di morire. In questo messaggio scopre che Avan ha risparmiato la vita a suo padre perché si è accorto che aveva un figlio e Hadler è riuscito a scappare dalla morte ed è stato lui a uccidere lo scheletro per averlo tradito. Dai intanto si rialza, continua a combattere in stato di trance e sconfigge Hyunckel infuocando la sua spada. Hyunckel si risveglia grazie a Maam; in quel momento arriva il generale Flazzard, invidioso del suo collega, che risveglia il vulcano in cui si trovano e scappa via. Hyunckel allora si sacrifica per salvare i suoi nuovi compagni, allievi del maestro Avan come lui. |                   |         |
| 14      | Il generale Ghiacciofiamma Flazzard 「氷炎将軍フレイザード」 - Hyōen shōgun Fureizādo | 9 gennaio 2021    |         |
| 14      | La squadra di Dai deve localizzare la principessa per andare a salvarla. Usando i razzi segnalatori suggeriti da Baduck possono farle capire che la legione dei Non Morti è stata sconfitta, così da farla uscire allo scoperto, ma Dai fa esplodere tutti i razzi in un colpo solo. Comunque, Amy, una dei tre saggi di Papnica, nota il messaggio e decide comunque di andare a controllare. La principessa Leona è rifugiata nell'isola di Valge, e Dai arriva appena in tempo per salvarle la vita dall'attacco a sorpresa di Flazzard. |                   |         |
| 15      | Il terribile campo maledetto 「恐怖の結界呪法」 - Kyōfu no kekkai juhō | 16 gennaio 2021   |         |
| 15      | Flazzard fa erigere ai suoi sottoposti un campo magico che annulla tutti gli incantesimi dei suoi avversari, e congela la principessa Leona. Dai vuole continuare a combattere ma Maam lo costringe a ritirarsi assieme agli altri con la mongolfiera. Le fiamme di Flazzard fanno precipitare il pallone, fino a che non arriva un aiuto inaspettato. |                   |         |
| 16      | Il gran sacerdote Matoriv 「大魔道士マトリフ」 - Dai madōshi Matorifu | 23 gennaio 2021   |         |
| 16      | A salvare il dirigibile è stato Matoriv, un mago che ha combattuto al fianco di Avan e che Maam conosce fin da bambina. A Matoriv viene spiegata la situazione, e lui è restio ad aiutare a salvare la principessa finché non sente le parole di Dai. Il piano consiste nel far esplodere le spire che generano il campo magico; Dai e Maam si allenano tra di loro, Baduck prepara le bombe, Popp viene allenato da Matoriv e apprende l'incantesimo del teletrasporto. Matoriv fa arrivare Dai, Baduck, Mara e Popp sull'isola di Valge, dove sta per arrivare anche una consistente parte dell'esercito delle tenebre, all'insaputa di Flazzard. |                   |         |
| 17      | Il salvatore che ha sconfitto la morte 「不死身の救世主」 - Fujimi no kyūseishu | 30 gennaio 2021   |         |
| 17      | I quattro eroi si dividono per distruggere le due spire ma vengono sorpresi dai generali dell'esercito di Vearn. Dai e Baduck vengono fermati da Zaboera e Mystvearn, i capi delle legioni Mistica e Ombra, ma Crocodyne arriva in tempo per salvarli e lanciare Dai in cima alla torre. Contro Popp e Maam si presenta Hadler, che resiste a un incantesimo di incendio molto potente lanciato da Popp. Fortunatamente arriva Hyunckel a distruggere la spira di ghiaccio e salvare Maam da morte certa. |                   |         |
| 18      | Hyunckel contro Hadler 「ヒュンケル対ハドラー」 - Hyunkeru tai Hadorā | 6 febbraio 2021   |         |
| 18      | Dai, Maam e Popp si ritrovano e corrono verso la torre. Hyunckel, che era stato salvato da Crocodyne prima di morire nella lava, combatte una lunga battaglia contro Hadler. Quest'ultimo, dopo aver ricevuto un colpo mortale continua a vivere, rivelando di avere due cuori. Hyunckel, allo stremo delle forze, lancia un colpo con la forza della sua aura uccidendo tutti i sottoposti di Hadler, e colpisce il secondo cuore del nemico una volta avvicinatosi a lui. Entrambi sono morti, e la notizia arriva subito anche ai tre eroi che vedono la luce sprigionata dall'aura di Hyunckel, la stessa che emanò Avan, ma decidono di proseguire verso la torre per non vanificare il sacrificio di Hyunckel. |                   |         |
| 19      | Tecnica definitiva di Spada Avan 「アバン流最後の奥義」 - Aban ryū saigo no ōgi | 13 febbraio 2021  |         |
| 19      | Hyunckel è sopravvissuto allo scontro con Hadler e corre a dare man forte ai suoi amici. Flazzard tende loro un'imboscata e presenta il suo attacco finale, consistente nella distruzione del suo corpo in moltissimi frammenti di roccia che vanno a colpire gli avversari a gran velocità. Dai vuole provare ad usare la tecnica più potente di Avan, il fendente dell'aria, ma non gli riesce del tutto. Hyunckel allora gli fa capire che per usare quella tecnica deve vedere il nemico con la vista interiore, Dai riprova e riesce a spezzare il nucleo di Flazzard. |                   |         |
| 20      | Ora posso fendere ogni cosa 「今すべてを斬る」 - Ima subete o kiru | 20 febbraio 2021  |         |
| 20      | Hadler è tornato in vita grazie ai poteri di Mystvearn, che gli dice che non gli è concesso di morire finché lui o Vearn potranno resuscitarlo. Flazzard è stato scisso e la metà di ghiaccio viene distrutta da Popp. In suo aiuto arriva Mystvearn che gli concede un'ultima possibilità di continuare a vivere nella sua armatura più potente, ma Dai evita tutti i suoi colpi nonostante tenga gli occhi chiusi e dà a Flazzard il colpo di grazia con un Avan Strash. Mystvearn schiaccia quello che rimane di Flazzard e si ritira, dando l'idea di averlo usato per capire il potere di Dai. Gli eroi salgono sulla torre e liberano la principessa dal ghiaccio sacrificando la pistola a proiettili magici di Maam. Quella sera si tiene una festa per la liberazione del regno di Papnica, Hyunckel confessa a Leona di essere stato un Comandante delle Tenebre e riceve una definitiva possibilità di redenzione. Crocodyne e Huynckel partono quella stessa notte verso il castello del Regno delle Tenebre per spiare le mosse degli avversari. |                   |         |
| 21      | La decisione di Maam 「マァムの決意」 - Maamu no ketsui | 27 febbraio 2021  |         |
| 21      | Papnica viene ricostruita e Dai e Popp si allenano con Matoriv. Vedendo i loro progressi, Maam si rende conto di non essere più alla loro altezza e decide di tornare a Romos, il suo villaggio, per allenarsi nelle arti marziali e non essere più un peso per loro. Leona approva la sua scelta e convince Popp a dichiararsi a lei prima che se ne vada, ma il ragazzo si limita ad accompagnarla e preferisce aspettare per fare il primo passo. Killvearn, il sicario di Vearn, ha ricevuto l'ordine di far spostare il Castello di Roccia Sovrano per evitare che Crocodyne e Hyunckel lo ritrovino. Intanto Bardos, che ha scoperto che Dai è un Cavaliere del Drago, decide che sarà il suo prossimo avversario. |                   |         |
| 22      | Andiamo a fare spese 「デパートへ行こう」 - Depāto e ikō | 6 marzo 2021      |         |
| 22      | Anche Matoriv, dopo che Popp gli ha abbozzato lo stemma che compare sulla fronte di Dai, ha capito che il suo amico è un Cavaliere del Drago, ma al suo discente accenna soltanto che Dai avrà presto bisogno del suo appoggio. Leona, Dai e Popp vanno alla città commerciale di Bengarna per rifornirsi di armi e perdono l'asta di una spada Ammazzadraghi, anche se una vecchia veggente aveva consigliato loro di lasciarla perdere. Mentre fanno spese cinque idre attaccano la città, così, mentre Leona fa scappare in sicurezza le persone, Popp e Dai (con la sua nuova armatura) vanno a combattere i draghi. |                   |         |
| 23      | Il Cavaliere del Drago 「竜の騎士」 - Doragon no kishi | 13 marzo 2021     |         |
| 23      | Dai scatena il potere del suo stemma e con l'ausilio dell'Ammazzadraghi sconfigge tutte le idre, ma i paesani prendono paura per la sua forza sovrumana. Nabara, la vecchia veggente, riconosce in Dai il Cavaliere del Drago di una vecchia leggenda e lo porta a Teran, il suo regno in decadenza, dove si trova un santuario che riporta lo stemma del drago sulla facciata. Nel lago sotto il santuario c'è un vero e proprio tempio subacqueo; Dai vi entra e accede alla sala principale, in cui un grosso cristallo parlante gli conferma che lui è un Cavaliere del Drago. Proprio in quel momento irrompe Baran, anch'egli Cavaliere del Drago, che dopo aver distrutto il regno di Carl chiede un'alleanza con Dai per distruggere l'umanità. |                   |         |
| 24      | Il generale Baran, Cavaliere del Drago 「竜騎将バラン」 - Ryūkisho Baran | 20 marzo 2021     |         |
| 24      | Baran spiega a Dai che l'esistenza dei Cavalieri del Drago è motivata dalla superbia di una delle tre razze (gli umani, i mostri e i draghi) che brama a dominare il mondo, in questo caso la razza umana. Baran è il Cavaliere del Drago plasmato per distruggere gli umani e la presenza di un altro Cavaliere è giustificata dal fatto che Dai è suo figlio, e il suo vero nome è Dino. La rivelazione viene vista anche dagli altri comandanti dell'esercito di Vearn, e il re supremo decide di affidare a Baran il comando se riuscirà a reclutare Dai. Il ragazzo si rifiuta di combattere contro gli umani e inizia uno scontro con Baran sulla riva del lago. Dai viene messo fuori combattimento e Crocodyne, arrivato in quell'istante, avversa Baran. |                   |         |
| 25      | La terrificante aura del drago 「戦慄の竜闘気」 - Senritsu no Doragonikku Ōra | 27 marzo 2021     |         |
| 25      | Crocodyne viene ferito da Baran al suo unico occhio rimasto e Leona va a curare Dai, che poco dopo prende il posto di Crocodyne nello scontro e riesce a far sanguinare Baran. Quest'ultimo capisce che la potenza di Dai è molto alta e per il momento si limita a renderlo inoffensivo per poi ritirarsi. Baran fa entrare in risonanza il suo stemma del drago con quello di Dai e gli sottrae tutti i ricordi. Popp è afflitto per quanto capitato al suo amico e cerca di fargli ricordare chi è senza ottenere risultato. Dopo essersi ritirato e senza neanche fare rapporto ai suoi superiori, Baran evoca i tre Cavalieri di Draghi Galdandy, Borahorn e Larhart. |                   |         |
| 26      | I Cavalieri di Draghi si avvicinano 「竜騎衆大接近」 - Ryūki shū dai sekkin | 3 aprile 2021     |         |
| 26      | Baran ha intenzione di riprendersi suo figlio Dino e ha evocato i Cavalieri di Draghi per facilitarsi il compito. Mentre gli amici di Dai lo portano al castello del regno di Teran per metterlo al sicuro, Merle percepisce quattro fonti di energia malvagia in avvicinamento e Nabara usa la sua sfera per identificarle. Una volta appreso che si tratta di Baran e dei guerrieri da lui evocati, Popp rinuncia apertamente a combattere ricevendo uno schiaffo dalla principessa e un rifiuto da Merle, ma la codardia dimostrata da Popp era solo una finta messinscena per ritrovarsi solo ed andare a scontrarsi con i Cavalieri di Draghi senza essere fermato. Baran lascia i suoi sottoposti combattere contro Popp mentre lui prosegue verso il castello di Teran. Il fedele drago di Galdandy viene ucciso da Popp, e mentre sta per essere vendicato arriva Hyunckel in difesa del giovane mago. |                   |         |
| 27      | Larhart, Cavaliere della Terra 「陸戦騎ラーハルト」 - Rikusenki Rāharuto | 10 aprile 2021    |         |
| 27      | Hyunckel assicura a Popp che può riuscire ad eliminare Galdandy, difatti lo sconfigge con due incantesimi ma esaurisce tutto il suo potere magico e sviene a terra. Ora non restano che Borahorn e Larhart, il primo viene sconfitto subito da Hyunckel, mentre il secondo si dimostra molto più potente delle aspettative e stende al suolo Hyunckel dopo essersi rinforzato con un'armatura. Baran è riuscito a scoprire l'ubicazione di Dai con il potere del suo stemma, ed è giunto nei pressi del castello. Anche Dai percepisce il suo avvicinamento, assieme a una vaga impressione di conoscere quella persona. |                   |         |
| 28      | Il segreto di Dai 「ダイの秘密」 - Dai no himitsu | 17 aprile 2021    |         |
| 28      | Larhart racconta a Hyunckel il passato di Baran: mentre Avan sconfiggeva Hadler, lui combatteva contro Velzar, il re drago degli abissi che voleva conquistare il mondo. Dopo averlo annientato, Baran andò a curare le sue ferite in una sorgente magica e conobbe Soala, la principessa del regno di Alkeed di cui si innamorò. I due ebbero un figlio e lo chiamarono Dino, che significa "drago possente", la loro felicità tuttavia non durò a lungo perché si sparse la voce che Baran non è un essere umano. Ritenendolo un indegno erede al trono, il re dapprima lo esiliò e poi lo condannò a morte, ma Soala si sacrificò per salvarlo e come ultimo desiderio chiese al suo amato di perdonare l'umanità. Subito dopo la morte di Soala, Baran non riuscì a controllare la rabbia e devastò l'intera isola del regno di Alkeed, andandosene con il corpo di Soala. Il loro figlio fu messo in salvo in una barca prima del processo, ma a causa di una tempesta se ne persero le tracce, e finì per naufragare sull'isola di Dermlin. Hyunckel, dopo il racconto, ha compreso i sentimenti di Baran, ma rimane ancora fiducioso verso l'umanità e colpisce Larhart con un Grand Cross. Rimasto quasi senza forze, Borahorn si rialza e chiede a Hyunckel di arrendersi se non vuole vedere Popp morire. |                   |         |
| 29      | La rabbia di Baran 「バランのり」 - Baran no ri | 24 aprile 2021    |         |
| 29      | Borahorn viene ucciso dalla lancia di Larhart, offeso dal fatto che si è servito di un ostaggio per cercare di vincere. Hyunckel riceve da Larhart, sul punto di morte, la sua Armatura di Tenebra e assieme a Popp si mette in cammino per raggiungere Baran. Crocodyne e Leona escono all'esterno del castello e adottano una strategia per fermare Baran: Crocodyne assorbe il potere dei Gigabreak e la principessa lo cura tra un colpo e l'altro. Baran vuole fulminare Leona ma Hyunckel, arrivato appena in tempo con Popp, glielo impedisce. Hyunckel esprime la sua comprensione per il dolore di Baran e gli chiede di rinunciare alla violenza per amore di Soala, ma il Cavaliere non dà retta al discorso e assume la mostruosa forma di Dragonoide. |                   |         |
| 30      | La determinazione di Popp 「ポップの覚悟」 - Poppu no kakugo | 1º maggio 2021    |         |
| 30      | Dai, che è riuscito a piegare le sbarre della prigione, esce dal castello per avvicinarsi a colui che l'aveva chiamato e Baran, dopo avergli detto di essere suo padre, lo invita a venire con lui. Popp, pur essendo rimasto senza forze, è intenzionato a fare di tutto per evitare che Dai segua Baran, e concentrando tutto il potere che gli resta sulla punta delle dita prepara l'incantesimo Megante da scagliare sulle tempie del nemico. L'incantesimo di Popp comporta la morte quasi certa di chi lo evoca e mentre il mago si sacrifica Dai recupera i suoi ricordi. Baran riesce a schivare leggermente il colpo e a salvarsi, al contrario di Popp che ha perso i sensi. Baran riprova a cancellare definitivamente la memoria di suo figlio, ma Dai resiste all'attacco e, spostando la forza dello stemma sulla sua mano, colpisce Baran con un pugno. |                   |         |
| 31      | Lo scontro tra padre e figlio 「父と子の戦い」 - Chichi to ko no tatakai | 8 maggio 2021     |         |
| 31      | A rendere possibile lo spostamento dello stemma, il fulcro del potere di un Cavaliere del Drago, è stata l'anima umana che possiede Dai. Merle è uscita dal castello per poter curare Hyunckel e Crocodyne, nel frattempo la principessa Leona evoca l'incantesimo Zing per resuscitare Popp. Baran lancia due ultra incantesimi Doruora, ai quali Dai resiste perché ha ottenuto il pieno controllo del potere del Drago. Dai non riconosce più suo padre come tale e vuole eliminarlo in quanto acerrimo nemico, ma quando prova a lanciare un Avan Strash il suo pugnale lo abbandona infrangendosi in mille pezzi. Baran gli spiega che le armi umane non possono reggere l'immenso potere dei Cavalieri del Drago, solo la sua Spada demoniaca del Drago è in grado di farlo e infatti il combattimento volge a vantaggio di Baran. |                   |         |
| 32      | Addio, padre 「父との決別」 - Chichi to no ketsubetsu | 15 maggio 2021    |         |
| 32      | Hyunckel trova il momento adatto per lanciare a Dai la leggendaria Spada delle Tenebre ricevuta da Larhart, con la quale il ragazzo riesce a infliggere a Baran un risolutivo Avan Strash. L'occasione gli è stata donata da Popp, la cui anima è ancora nel limbo, il quale ha scagliato un colpo che ha destabilizzato Baran. Leona ha fatto tutto quello che ha potuto ma Popp è ancora senza vita, allora Baran torna sui suoi passi e gliela restituisce. Il Cavaliere del Drago è ancora intenzionato ad uccidere Dai, ma ha riconosciuto il suo valore e si ritira momentaneamente. Vearn ha seguito lo scontro ed è ben consapevole del fatto che la faccenda si sarebbe già conclusa se Hadler non avesse tenuto nascosto il segreto di Dai. Il re oscuro non perdona questa insolenza a Hadler, ma gli concede un'ultima opportunità di sopravvivere se eliminerà Dai al più presto. |                   |         |
| 33      | Il complotto di Zaboera 「ザボエラの奇策」 - Zaboera no kisaku | 22 maggio 2021    |         |
| 33      | Dopo il combattimento con Baran, il gruppo di Dai trascorre la notte nella baita del regno di Teran e Popp, diventato più forte grazie al portentoso sangue di Baran, si propone per vegliare all'esterno. Hadler e Zaboera stanno per attaccarli, quest'ultimo inganna Popp prendendo le sembianze di Maam e diffonde un incenso soporifero al quale solo Popp resiste. Zaboera avvelena il giovane mago e mentre sta per infliggergli il colpo di grazia arriva in volo il mentore Matoriv che prende le sue difese. Matoriv affronta i nemici con lo stesso incantesimo Megapyro con cui viene attaccato e con l'intervento di Dai, che si risveglia dopo essere stato invocato da Popp, lo scontro finisce in loro favore. Matoriv ha portato ai suoi allievi un libro scritto dal maestro Avan che raccoglie la sua conoscenza di abilità di combattimento, incantesimi e aforismi; proprio uno di questi infonde al gruppo la speranza per ripartire e il giorno seguente torna a vivere Papnica. |                   |         |
| 34      | Il torneo di arti marziali di Romos 「ロモス武術大会」 - Romosu bujutsu taikai | 29 maggio 2021    |         |
| 34      | Leona viene sommersa dagli impegni di Papnica ma non si dimentica di Dai, e gli fa recapitare un baule con una nuova uniforme e un nuovo coltello per continuare i suoi allenamenti. Il vecchio Baduck mette al corrente Dai e Popp dell'esistenza della Spada dei Campioni, una delle pochissime armi che resiste al potere di un Cavaliere del Drago. La suddetta spada si vince come primo premio nel torneo di arti marziali di Romos, così i due amici si precipitano sul luogo ma non in tempo per iscriversi. Con loro grande sorpresa, Dai e Popp scoprono che al torneo partecipano anche Maam e Chu, un topo che si è allenato con lei dal maestro Brokeena. Maam ascolta la loro storia e risponde che, se vincesse il primo premio, non accetterebbe la Spada dei Campioni per non permettere a Dai di uccidere suo padre. |                   |         |
| 35      | Incidente alle finali 「決勝戦の異変」 - Kesshōsen no ihen | 5 giugno 2021     |         |
| 35      | Dai e Popp chiariscono meglio le loro intenzioni e convincono Maam a vincere per loro la Spada dei Campioni. Vengono annunciati gli otto finalisti del torneo tra cui Maam, però l'organizzatore, il nobile Zamza, annuncia a tutti i presenti che la gara era solo un pretesto per radunare un buon numero di combattenti che formeranno la futura Armata delle Tenebre. Zamza, infatti, è il figlio di Zaboera e subito dopo l'annuncio a sorpresa imprigiona gli otto candidati in una gabbia biologica. Dai non resta con le mani in mano e inizia a combattere contro Zamza, però non ottiene nessun risultato anche usando il potere del Cavaliere del Drago. Durante il combattimento, Zamza rivela la sua natura di Essere Superiore, un mostro studiato per superare il potere dei Cavalieri del Drago e creato assemblando le parti del corpo di varie creature, e nel potenziarsi muta la sua forma in quella di un mostro più grande. |                   |         |
| 36      | L'Essere Superiore contro Chu 「超魔生物対チウ」 - Chō ma seibutsu tai Chiu | 12 giugno 2021    |         |
| 36      | Dai esaurisce presto tutte le sue forze e Zamza lo inghiotte dalla sua pancia. Chu raccoglie tutto il suo coraggio e si lancia all'attacco, ma ogni suo tentativo è vano. Popp invece riesce abilmente a sfruttare l'incantesimo di più fiamme lanciate contemporaneamente imparato da Flazzard e lascia Zamza impossibilitato a respirare. Per poter sopravvivere, Zamza è costretto a riaprire la bocca che ha sulla pancia e Chu ne approfitta per colpirlo in quel punto, ma non riesce a salvare Dai che è rimasto privo di sensi. Frattanto Maam distrugge la Bioprigione con un Pugno Rifrattore e con la stessa tecnica inizia a sgretolare il corpo dell'Essere Superiore. |                   |         |
| 37      | Tutto in un istante 「一瞬にすべてを」 - Isshun ni subete o | 19 giugno 2021    |         |
| 37      | Maam colpisce la pancia di Zamza e libera Dai, ma viene catturata a sua volta e i suoi pugni vengono ricoperti di un muco che blocca gli incantesimi. Chu aiuta il giovane eroe a salire fino al punto in cui si trova la Spada dei Campioni e Maam cerca di distrarre Zamza. Chu fornisce a Dai una Ghiandalacrima, una ghianda che concede il recupero di una piccola quantità di energia. Popp dà il via a un attacco combinato: con un incantesimo di Fiamma scioglie il muco dalle mani di Maam che lancia un Pugno Rifrattore sul nemico, in quel momento Dai si lancia con la Spada dei Campioni e con un Avan Strash sconfigge Zamza. La spada si rivela essere un falso, infatti si è frantumata a causa del colpo, e Zamza, dopo aver inviato i risultati della ricerca sull'Essere Superiore a Zaboera, si incenerisce e si dissolve. |                   |         |
| Special | Sulle tracce dell'avventura, il percorso futuro 「冒険の軌跡、これからの旅路」 - Bōken no kiseki, kore kara no tabiji | 26 giugno 2021    |         |
| Special | Episodio riassuntivo. |                   |         |
| 38      | Summit mondiale 「世界会議」 - Samitto | 3 luglio 2021     |         |
| 38      | Hadler si trova nel rifugio di Zaboera per essere trasformato in Essere Superiore, infatti la semplice predisposizione a farlo durante un combattimento causa la perdita del potere magico, così ha deciso di sacrificare la sua immortalità per sconfiggere Dai. Con il ritorno di Maam e l'ingresso di Chu all'interno del gruppo, Dai e i suoi amici iniziano a cercare una spada abbastanza forte da poter essere usata da Dai, mentre Leona organizza un vertice con i leader mondiali per discutere la creazione di un fronte unito contro l'esercito del signore delle tenebre. Dopo aver consultato re Volken e Merle il gruppo si reca a Lankirks, il villaggio natio di Popp dove dimora Lon Beruk, colui che forgiò la Spada delle Tenebre. Dai lo supplica di costruire un'altra spada come quella e lo convince, ma prima deve procurare dell'altro oricalco con cui poter forgiare la spada. |                   |         |
| 39      | L'arrivo del Castello di Roccia Sovrano 「鬼岩城大上陸」 - Kiganjō dai jōriku | 10 luglio 2021    |         |
| 39      | Su richiesta di Hadler, Mystvearn si reca a Papnica con il Castello di Roccia Sovrano per attaccare il summit. Nonostante la nuova spada di Dai non sia ancora pronta, i discepoli di Avan e i loro alleati decidono di affrontare gli invasori e lasciano il loro amico a Lankirks affinché possa essere presente alla fine della forgiatura. Alla riunione il re Bengarna è l'unico a non essere collaborativo e propone soltanto di affidare il controllo della situazione a lui e al suo esercito. Durante l'attacco di Mystvearn l'armata di Bengarna, che il re ha deciso di portare a Papnica con lui, può dimostrare il suo valore, ma dopo moltissime cannonate il castello roccioso è ancora intatto. |                   |         |
| 40      | Il maestro dell'oscurità contro il suo allievo 「闇の師弟対決」 - Yami no shitei taiketsu | 17 luglio 2021    |         |
| 40      | Mystvearn fa attaccare le armature della sua Legione Ombra, che possono rigenerarsi all'infinito grazie ai poteri del castello. Popp, Maam e Crocodyne le tengono a bada e ad aiutarli arriva anche Hyunckel. Per il giovane guerriero è arrivato il momento di scontrarsi con Mystvearn, il suo maestro dell'oscurità, e a suo avviso il passaggio di Hyunckel dalla parte del bene gli ha fatto perdere metà del suo potere, per questo non riesce più a governare la Mano Malefica del Marionettista. Di nascosto Mystvearn cattura tutti i suoi avversari con lo stesso incantesimo esteso a un Campo Decimazione, e l'unico modo che ha Hyunckel per ribellarsi sembra essere quello di recuperare il suo odio e con esso il potere malvagio. Tuttavia Maam non vuole che ciò avvenga e convince Hyunckel a usare gli insegnamenti di Avan per combattere. |                   |         |
| 41      | La spada più potente 「最強の剣」 - Saikyō no tsurugi | 24 luglio 2021    |         |
| 41      | Hyunckel esegue un Colpo dell'Aria, la tecnica più potente di Avan, e scopre che sotto la maschera di Mystvearn si nasconde un volto umano. Il nemico è ancora più determinato a distruggerlo, ma arriva improvvisamente Dai a salvarlo. La sua nuova arma, chiamata Spada di Dai, è stata ultimata, ma siccome è dotata di volontà propria è lei a decidere quando venire estratta a discrezione dell'entità della battaglia. Mentre Hyunckel continua a combattere con Mystvearn, Shadow, un suo sottoposto, guida il Castello di Roccia Sovrano ad attaccare il Grande Santuario dove si trovano i capi delle nazioni del mondo. Dai, dopo aver liberato i suoi amici dal vincolo malefico, insegue il castello e lo distrugge usando il Potere del Drago copulato alla sua nuova spada. |                   |         |
| 42      | La Distesa della Morte 「死の大地」 - Shi no daichi | 31 luglio 2021    |         |
| 42      | In seguito alla distruzione del Castello di Roccia Sovrano, Mystvearn è deciso a rivelare il suo vero potere che si nasconde sotto quello dell'Impero delle Tenebre, ma Killvearn compare all'improvviso per ricordargli che non ha il permesso di farlo. I due nemici si ritirano alla loro base, non prima di aver stuzzicato Popp che li segue in volo fino alla Distesa della Morte, cadendo nella loro trappola. Killvearn usa il suo flauto magico a forma di falce per infliggere a Popp delle ferite mortali ma Dai arriva in tempo per difenderlo dal colpo di grazia. I due ragazzi, cercando un'occasione propizia per fuggire, si ritrovano faccia a faccia con Hadler, che ha acquisito un nuovo aspetto. Dai non vuole più tirarsi indietro e anche la sua spada si presta al combattimento. |                   |         |
| 43      | Scontro tra potenti spade 「最強剣激突」 - Saikyō ken gekitotsu | 7 agosto 2021     |         |
| 43      | Hadler si è tramutato in Essere Superiore rinunciando al suo corpo di Creatura delle Tenebre, così da essere ancora in grado di lanciare incantesimi. Dai estrae la sua spada e lancia il suo primo Avan Strash con essa, ma Hadler possiede la Spada dei Campioni ereditata da Zamza che lo difende dall'attacco. L'aura del drago di Dai si esaurisce e l'eroe viene portato via da Popp che ritiene lo scontro troppo pericoloso per il suo amico. Hadler li insegue e neutralizza Dai, che precipita nell'oceano privo di sensi. Anche Hadler termina la sua energia e cade. |                   |         |
| 44      | L'eroe scomparso tra i ghiacci 「氷河に消えた勇者」 - Hyōga ni kieta dai | 14 agosto 2021    |         |
| 44      | Popp usa tutte le energie che gli rimangono per scappare e avvertire i suoi amici. Hyunckel risponde alle sue scuse in maniera comprensiva fornendogli la determinazione necessaria per tornare a salvare Dai, che nel frattempo è stato tenuto al caldo dalla sua spada. Sempre Hyunckel propone di attaccare la Distesa della Morte una volta salvato Dai, la mossa viene approvata al summit dei capi del mondo e prevista da Vearn, che mostra a Hadler il suo volto per la prima volta. Vearn è soddisfatto del suo operato e gli affida il compito di difendere la Distesa della Morte con delle pedine di scacchi in oricalco. |                   |         |
| 45      | Il guerriero di oricalco 「オリハルコンの戦士」 - Oriharukon no senshi | 21 agosto 2021    |         |
| 45      | Crocodyne, Popp e Chu sono tornati tra gli iceberg per cercare Dai, il quale si fa notare proiettando una colonna di luce con il potere del suo stemma. Zaboera, che vuole eliminare Dai e i suoi compagni per riottenere prestigio nell'Armata delle Tenebre, attacca servendosi dei Satan Puppy, suoi sottoposti, ma un misterioso guerriero assorbe l'intera potenza dell'offesa. Il suo nome è Hym e si presenta come pedone, la pedina più debole del nuovo esercito di Hadler formato da guerrieri di oricalco. Dopo aver difeso i suoi stessi avversari, Hym torna alla base per imprigionare Zaboera, che ha agito imprudentemente e senza che nessuno glielo ordinasse, e studiare una strategia per attaccare i discepoli di Avan, che nel frattempo fanno ritorno a Papnica. |                   |         |
| 46      | L'incantesimo estremo di annientamento, Medroa 「極大消滅呪文メドローア」 - Kyokudai shōmetsu jumon Medorōa | 28 agosto 2021    |         |
| 46      | I capi degli stati del mondo hanno deciso di spostare il combattimento nel regno di Carl, poco più a sud della Distesa della Morte. Prima di ciò i guerrieri riprendono il loro allenamento: Dai e Hyunckel si recano da Lon Beruk, Chu aiuta Crocodyne e Maam si esercita nella velocità dei suoi colpi. Popp approfitta di questo tempo per allenarsi dal suo mentore Matoriv, il quale gli insegna a governare l'incantesimo Medroa. Questo incantesimo si forma unendo il potere del fuoco e quello del ghiaccio perfettamente bilanciati, in poco tempo Popp riesce a padroneggiarlo anche se dà più potenza di fuoco. Nel frattempo Vearn ordina a Killvearn di scovare e uccidere Baran. |                   |         |
| 47      | Verso la battaglia decisiva 「いざ決戦の地へ」 - Iza kessen no chi e | 4 settembre 2021  |         |
| 47      | Killvearn svela a Baran che l'obiettivo di Vearn non è solo quello di eliminare gli umani, bensì tutte le creature che ostacolerebbero la sua distruzione del mondo. Baran esce indenne dalla colluttazione con Killvearn, che viene ucciso dal cavaliere e poi salvato da Piroro. Gli eroi si recano finalmente nel regno di Carl, luogo natio del maestro Avan. Vengono subito avvisati da un messaggero che l'armata di oricalco di Hadler ha attaccato il porto di Zababa, una città marittima da cui sarebbe dovuta partire in gran segreto una nave per la Distesa della Morte, e un nuovo guerriero chiamato Nova si annuncia già pronto per il contrattacco. |                   |         |
| 48      | La guardia reale di Hadler 「ハドラー親衛騎団」 - Hadorā shin'ei kidan | 11 settembre 2021 |         |
| 48      | Nova si presenta come un eroe più forte di Dai e senza aspettare nessuno va a fronteggiare il nemico; Dai e Popp, quest'ultimo con una nuova armatura, lo seguono in volo. Con la sua Spada di Aura, Nova riesce a procurare una crepa sul corpo di Hym, ma poco dopo l'eroe del nord viene messo a tappeto da Albinass, la regina, e Block, la torre, scaglia una nave sui tre eroi che prende fuoco dopo l'impatto. Approfittando della poca visibilità dovuta all'incendio, Popp vuole lanciare il Medroa. Nova lo precede con un incantesimo di ghiaccio che viene riflesso dallo specchio di Shahal di Sigma, il cavallo. Anticipando il potente incantesimo di Popp, Nova ha salvato tutti e tre da morte certa, ma si rende conto di non essersi comportato come un vero eroe. Mentre Hym sta per dare il colpo di grazia a Nova, Hyunckel arriva in tempo per salvarlo. |                   |         |
| 49      | Inizia la battaglia di gruppo 「パーティーバトル開始」 - Pātī Batoru kaishi | 18 settembre 2021 |         |
| 49      | Dai, Popp, Hyunckel, Maam e Crocodyne si preparano a riprendere il combattimento contro la guardia reale di Hadler e ognuno sceglie un avversario. Dai si ritrova ad affrontare Hym senza poter estrarre la sua spada e solo quando Nova lo salva in extremis con tutte le sue forze capisce che sbagliava a pensare di poter usare la sua spada senza prima combattere fino al limite. Crocodyne separa lo specchio dal corpo di Sigma e Popp, che stava preparando il Medroa, scaglia l'incantesimo su tutte le cinque pedine disintegrandole in un colpo solo. |                   |         |
| 50      | Noi siamo il commando del re delle bestie 「我ら獣王遊撃隊」 - Warera jūō yūgekitai | 25 settembre 2021 |         |
| 50      | La guardia reale di Hadler si rialza dal terreno ancora indenne, eccetto Block che ha difeso tutti gli altri con il suo corpo, e viene richiamata alla base da Hadler. Dai, Leona, Maam e gli altri prestano soccorso ai guerrieri feriti e si accorgono dell'assenza di Chu, così Popp, Crocodyne e Hyunckel vanno a salvarlo alla Distesa della Morte. Il loro amico infatti è andato in avanscoperta nel territorio nemico con Gomechan, un draghetto e lo slime marino Marillo. Quest'ultimo scopre che nelle profondità di un lago c'è l'ingresso alla fortezza di Vearn ma l'alfiere Fenbren impedisce loro di andare a riferirlo agli eroi. Gomechan difende Chu con un forte attacco luminoso che danneggia il viso di Fenbren e Baran, arrivato all'improvviso, lo mette definitivamente in fuga minacciandolo. |                   |         |
| 51      | La tecnica finale stile Avan 「アバン流究極奥義」 - Aban ryū kyūkyoku ōgi | 2 ottobre 2021    |         |
| 51      | Hyunckel percepisce la presenza di Baran e impone a Popp di tornare al porto di Carl portando Chu e i suoi amici svenuti. Baran adesso è schierato contro di Vearn ma vuole andare a sconfiggerlo da solo. Hyunckel, preoccupato per Dai e leale verso l'ultimo desiderio di Larhart, vuole impedirgli con la forza di perdere la vita in uno scontro impari e Baran accetta la sfida. Cancellando completamente la sua aura, Hyunckel attua la cosiddetta posizione del disarmo, ossia la tecnica che usò Avan durante il suo primo scontro mortale con Hadler, ma è costretto a usarla contro Albinass che interrompe il loro duello. Così facendo, Hyunckel subisce in pieno l'attacco di Baran senza potersi difendere e perde per sempre la capacità di combattere. Per provare a riparare a questa perdita Baran accetta il consiglio di Crocodyne, e propone a Dai di andare con lui all'entrata subacquea del castello di Vearn. |                   |         |
| 52      | La partenza dei draghi padre e figlio 「父子竜出陣」 - Oyako ryū shutsujin | 9 ottobre 2021    |         |
| 52      | Dai non è entusiasta all'idea di dover collaborare con suo padre per l'apertura della porta del castello di Vearn, ma alla fine accetta il suo aiuto. Popp, Maam e Crocodyne terranno impegnata la guardia reale di Hadler, che è stata rimessa a nuovo con la magia del loro padrone. Hyunckel vuole andare ad aiutare Dai e i suoi amici, anche se dovesse costargli la vita, per estinguere almeno in parte il senso di colpa per aver tradito la giustizia per molti anni. Il saggio di Papnica Amy, che si dichiara innamorata di lui, prova invano a nascondere la sua lancia e non riesce a fargli cambiare idea. Dai e Baran si portano davanti all'ingresso sottomarino del castello ma a sbarrare loro la strada c'è Fenbren, che, al contrario dei suoi compagni, non si è fatto riparare la ferita sul volto per mantenere il ricordo del suo errore. L'alfiere lancia subito il suo attacco più potente, Affondo doppialama, che sfrutta il potere di un tornado anche sott'acqua. |                   |         |
| 53      | La sfida di Hadler 「ハドラーの挑戦」 - Hadorā no chōsen | 16 ottobre 2021   |         |
| 53      | Dai estrae la sua spada e con un Avan Strash uccide Fenbren. I due Cavalieri del Drago riescono a infrangere la porta del castello e a penetrarvi, ma a sbarrare loro la strada c'è Hadler. Quest'ultimo, secondo Baran, non riuscirebbe a reggere uno scontro con due Cavalieri del Drago ma Dai, che conosce il potere di un Essere Superiore, dimostra a suo padre che a volte bisogna accantonare il proprio orgoglio per perseguire un obiettivo importante. Baran scopre che nel petto di Hadler si trova un nucleo oscuro, una bomba talmente potente da devastare un intero territorio. Vearn gliel'ha inserito a sua insaputa dopo avergli salvato la vita, senza immaginare che con la trasformazione ad Essere Superiore la potenza del nucleo si sarebbe incrementata facendo soffrire Hadler più del necessario e rendendo la bomba estremamente più sensibile agli incantesimi. Comunque andrà lo scontro, Vearn è sicuro che i due cavalieri non avanzeranno nel suo castello e Baran ottiene la conferma che lo scopo del nemico non è la dominazione ma la distruzione della superficie del pianeta. |                   |         |
| 54      | Hadler contro Baran 「ハドラー対バラン」 - Hadorā tai Baran | 23 ottobre 2021   |         |
| 54      | Vearn, che osserva lo scontro, è pronto a far esplodere il nucleo oscuro se Hadler scoprisse di averlo, perciò i due Cavalieri del Drago non possono dirglielo e limitano i loro attacchi per evitare di farlo detonare. Baran decide di usare il suo Gigabreak contenendo l'esplosione con la sua aura del drago, ma a causa della corrosione della sua spada avvenuta mentre tagliò in due Killvearn, l'incantesimo non riesce con la massima potenza e Dai viene ferito mentre difende il padre dagli artigli di Hadler. A Baran non resta che una cosa da fare per sconfiggere Hadler: trasformarsi in Dragonoide; ma preferisce farlo dopo aver addormentato suo figlio per farlo guarire più velocemente e soprattutto per non fargli vedere di nuovo suo padre con l'aspetto di un mostro. |                   |         |
| 55      | Il nucleo oscuro 「黒の核晶」 - Kuro no Koa | 30 ottobre 2021   |         |
| 55      | Baran in Dragonoide si dimostra imbattibile decretando in poco tempo la fine certa di Hadler, che decide di giocare il tutto per tutto. Non appena i due guerrieri si portano a distanza ravvicinata Vearn procede con la distruzione, ma non avviene nulla perché Baran ha protetto in tempo il nucleo oscuro con la sua aura del drago, rendendogli impossibile la ricezione di incantesimi da lontano. Hadler è indignato e disperato per aver sprecato la sua vita per affrontare uno scontro leale che non ha avuto luogo a causa del tradimento di Vearn. Intanto Mystvearn si reca di persona nella stanza dove si trovano Baran e Hadler e fa esplodere il nucleo mostrando loro il suo vero aspetto. Crocodyne mette al riparo i suoi amici sottoterra durante l'esplosione e la conseguente distruzione della Distesa della Morte, che li fa elevare in cielo assieme al castello di Vearn. |                   |         |
| 56      | Il cuore ereditato 「受け継がれる心」 - Uketsugareru kokoro | 6 novembre 2021   |         |
| 56      | Al suo risveglio Dai trova i suoi amici che sono andati ad aiutarlo e scopre una dura verità: Baran lo ha difeso dalla potenza dell'esplosione con tutto sé stesso fino ad esaurire la sua forza vitale. Con le ultime energie che gli restano, Baran sprona Dai a continuare a vivere e il ragazzo coglie l'ultima occasione per sentirlo vicino a sé come un padre. Negli istanti che seguono la morte del padre di Dai, l'anima di Baran si fonde con quella di suo figlio, che arriva a conoscere tutto ciò che non si erano mai detti. Anche se il momento non è adatto per pensare a combattere, gli amici di Dai sostengono di dover approfittare al più presto dell'impreparazione del nemico. Dopo un po' di esitazione anche Dai accoglie l'idea di dover sfruttare il vantaggio che è stato donato loro dal sacrificio di Baran e il nemico si presenta di persona davanti ai loro occhi. Vearn mostra per la prima volta il suo volto ai discepoli di Avan e per agevolarli propone loro di combattere senza l'ausilio dei suoi assistenti. |                   |         |
| 57      | Il dio del Mondo degli Inferi 「魔界の神」 - Makai no kami | 13 novembre 2021  |         |
| 57      | Vearn disintegra il corpo di Baran con un incantesimo Fiamma, che lanciato da lui ha una potenza maggiore di un normale Megafiamma. Dai viene colpito subito dopo, lasciando i suoi amici a fronteggiare Vearn. Benché un Pugno Rifrattore di Maam riesca a ferire il re delle tenebre, i discepoli di Avan si rendono conto di non essere all'altezza del combattimento e provano a scappare con un Teletrasporto di Popp, ma ritornano al punto di partenza a causa di uno scudo magico che circonda il castello. Vearn illustra che il suo obiettivo è quello di rimediare a una grande ingiustizia commessa dagli dei, che donarono agli esseri umani la vita in superficie perché incompatibili con il Mondo degli Inferi, popolato quindi dalle creature delle tenebre. La legge della natura prevede che le razze più forti prevalgano su quelle più deboli, e Vearn vuole imporla distruggendo la superficie e tutta la razza umana. Dai si rialza deciso a non arrendersi, e sprigiona la sua aura del drago lanciando un Avan Strash contro la Megafiamma "Kaiser Phoenix" di Vearn incenerendolo. |                   |         |
| 58      | Il salvatore inaspettato 「意外な救世主」 - Igai na kyūseishu | 20 novembre 2021  |         |
| 58      | Vearn si ricompone e prende la sua arma: il Bastone della Lucetenebra, forgiato anch'esso da Lon Beruk, che assorbe il potere magico di chi lo impugna per attaccare. Con questo bastone Vearn spezza la spada di Dai e genera il Muro delle Calamità per fare fuori con un colpo solo tutti i suoi avversari, ma Hadler li difende dall'attacco perché vuol essere lui a sconfiggere Dai e i suoi amici. Hadler è determinato a distruggere Vearn malgrado la sua Guardia Reale sia stata presa in ostaggio da Mystvearn e Killvearn. Il signore delle tenebre approfitta della debolezza di Vearn, che ha perso molto potere per combattere Dai, ma proprio a un passo dalla vittoria viene immobilizzato da Zaboera e successivamente salvato da Block, che si sacrifica per lui tramite un arrocco illegale. Popp e Maam osservano dal mare il passaggio in volo del Drago Sacra Madre, il drago che appare quando muore un Cavaliere del Drago, e le armi di Dai e Hyunckel ritornano al loro creatore Lon Beruk. |                   |         |
| 59      | I sopravvissuti 「生存者たち」 - Seizonsha-tachi | 27 novembre 2021  |         |
| 59      | Popp e Maam vengono salvati dall'Ordine di Carl, al quale appartiene anche la regina Flora. Quest'ultima era la fidanzata di Avan e dopo aver incontrato i suoi discepoli li sprona a non lasciarsi abbattere. Il Drago Sacra Madre ha prelevato Dai dal mondo terreno, ma la morte che ha percepito era quella di Baran, che ha infuso la sua anima nel corpo di suo figlio. Il divino drago ascolta le suppliche di Baran e fa resuscitare Dai, in quanto – essendo Baran l'ultimo Cavaliere del Drago – il fatto stesso che Dai sia potuto nascere è segno di una provvidenza, e da quel momento la responsabilità di continuare la storia dei Cavalieri del Drago viene messa nelle mani di Dai. Vearn comunica a tutti i regni che tra due giorni distruggerà definitivamente la superficie e giustizierà i traditori Crocodyne e Hyunckel, che sono stati catturati. |                   |         |
| 60      | Dai e Popp 「ダイとポップ」 - Dai to Poppu | 4 dicembre 2021   |         |
| 60      | Dai non si sente più all'altezza di essere l'eroe su cui tutti contano e scappa in preda alla paura di deludere tutte le persone. Popp lo raggiunge al santuario di Teran e resta assieme a lui per dargli una lezione di coraggio, una virtù innata per Dai, che ora inizia a vacillare, e appresa da Popp durante le loro avventure passate insieme. La regina Flora dona il suo distintivo di Avan alla principessa Leona, che accetta di diventare una discepola e di affrontare la Caverna della Purificazione. Per salvare Crocodyne e Hyunckel dall'esecuzione, anche se hanno la forte consapevolezza che cadranno in una trappola, gli eroi dovranno padroneggiare l'incantesimo di Super Purificazione per abbattere la barriera del palazzo di Vearn. Frattanto Hyunckel sfiora l'idea di tornare a servire il male per restare in vita. |                   |         |
| 61      | Avan, l'eroe 「勇者アバン」 - Yūsha Aban | 11 dicembre 2021  |         |
| 61      | Prima di diventare l'eroe acclamato da tutti, Avan era un semplice cavaliere dell'Ordine di Carl, entrato in quel gruppo su richiesta della principessa Flora. Ella era l'unica che conosceva il suo potere, perché una volta arruolato nell'Ordine, Avan preferì non dare nell'occhio e passare per un semplice studioso; ciononostante fece amicizia con il primo cavaliere Roka. Al suo primo incontro con il signore delle tenebre, che voleva rapire la principessa Flora per gettare il regno nel caos, Avan mostrò a tutti ciò di cui era capace scaraventando Hadler lontano dal palazzo con un rudimentale Avan Strash. Il suo potere però non era abbastanza per sconfiggerlo, così Avan si mise in viaggio con Roka. Prima di partire regalò a Flora un gioiello realizzato di Mysticite tramite un procedimento segreto, ossia il primo distintivo di Avan. |                   |         |
| 62      | La Caverna della Purificazione 「破邪の洞窟」 - Haja no dōkutsu | 18 dicembre 2021  |         |
| 62      | Leona, Flora, Merle e Maam entrano nella Caverna della Purificazione ponendosi come obiettivo il venticinquesimo piano, il luogo dove potranno ottenere la padronanza dell'incantesimo Super Purificazione per poter liberare Hyunckel e Crocodyne. Flora spiega a Maam un potere degli emblemi di Avan: se stretto mentre si pensa a una persona cara questo s'illumina del colore dell'anima di chi lo possiede, e diventa un ingrediente fondamentale per lanciare il Super Purificazione. Popp sembra essere l'unico a non riuscire a illuminare il suo distintivo e inizia a pensare di non essere un degno discepolo di Avan. |                   |         |
| 63      | L'eredità sacra 「聖なる継承」 - Seinaru keishō | 25 dicembre 2021  |         |
| 63      | Le ragazze si trovano costrette a scendere fino al venticinquesimo piano della caverna nonostante manchino poche ore all'inizio della battaglia e Leona supera con successo la prova per ottenere l'incantesimo Super Purificazione. Alla ricerca di un sostegno per far brillare il suo distintivo di Avan, Popp va dal suo mentore Matoriv che gli può consigliare solo di credere in se stesso. Dai inventa una nuova tecnica potente durante il suo allenamento con Nova e, dopo il ritorno di Leona e le altre, riceve la visita di Lon Beruk che gli riporta la sua spada ricostruita e potenziata. |                   |         |
| 64      | La notte prima della battaglia 「決戦前夜」 - Kessen zen'ya | 8 gennaio 2022    |         |
| 64      | Lon Beruk ha portato anche la lancia dell'Armatura di Tenebra riparata e nuove armi per Maam e Popp: il Pugno armatura di tenebra, da indossare sul braccio non dominante, e il bastone Black Rod, che si allunga e muta forma a piacimento trasformando il potere magico in forza. Popp sa che Dai, Maam, Leona e Hyunckel sono connotati rispettivamente da coraggio, amore, giustizia e fermezza ma deve ancora scoprire la peculiarità della sua anima. Quando Maam sente Amy dire che è innamorata di Hyunckel si rivolge a Popp per cercare conforto e un consiglio sulla sua presunta gelosia, ma egli si sente a sua volta abbandonato dalla sua amata e le risponde sgarbatamente. Il giorno dopo gli eroi si incamminano verso la valle di Loroi per salvare Crocodyne e Hyunckel dall'esecuzione. |                   |         |
| 65      | Hyunckel l'oscuro 「暗黒のヒュンケル」 - Ankoku no Hyunkeru | 15 gennaio 2022   |         |
| 65      | Hyunckel accetta di bere l'aura di tenebra offertagli da Mystvearn per tornare a servire il male, e questa opprime l'aura di luce del guerriero fino a farla quasi scomparire. Il passaggio alla malvagità sarà completato solo quando Hyunckel ucciderà Crocodyne con le sue stesse mani, ma prima di ciò la luce della giustizia di Hyunckel riesce ad avere il sopravvento. La lotta tra le due volontà che si è combattuta dentro Hyunckel apparentemente lo ha sfinito fino a farlo morire, ma in realtà è servita a rafforzare il suo spirito di giustizia. Hyunckel si rialza e inizia a combattere contro le armature della legione ombra, affiancato dai discepoli di Avan e da tutti i guerrieri del regno di Carl. |                   |         |
| 66      | I cinque colori della luce 「五色の光」 - Goshiki no hikari | 22 gennaio 2022   |         |
| 66      | Lon Beruk combatte contro Mystvearn, che desiderava ucciderlo da quando abbandonò il palazzo di Vearn un secolo prima; fu proprio lui a infliggere la doppia cicatrice sul volto del forgiatore di armi in quell'occasione. Chu consegna a Crocodyne la sua nuova ascia, che può lanciare incantesimi pirocineti ed esplosivi, e Amy fa altrettanto con l'armatura potenziata di Hyunckel. Zaboera lancia nella valle alcune capsule magiche contenenti dei mostri, mentre i discepoli di Avan istanziano le colonne di luce dell'incantesimo Super Purificazione proiettando l'essenza della loro anima nel cielo verso il palazzo di Vearn. Dopo Leona, Dai, Hyunckel e Maam liberano la loro aura ma il cerchio non si chiude perché Popp non riesce a farlo. |                   |         |
| 67      | Il Super Purificazione è a rischio 「大破邪呪文の危機」 - Dai hajajumon no kiki | 29 gennaio 2022   |         |
| 67      | I mostri escono dalle capsule e i guerrieri di Carl li tengono lontani dai discepoli di Avan per facilitare il più possibile il lancio del Super Purificazione. Popp non vuole riprovare a illuminare il suo distintivo come gli suggeriscono i suoi compagni perché sa che sarebbe inutile, e alla fine cede alla debolezza e abbandona il cerchio magico. Zaboera approfitta dell'occasione per lanciargli un proiettile letale, che però viene fermato da Merle che si butta per salvare il suo amato Popp. La giovane Merle in fin di vita chiede a Popp di dichiarare apertamente i suoi sentimenti, anche se sa che lui non la ricambia e che una sua confessione la ferirebbe. Popp infatti grida a gran voce di amare Maam, e questa catartica affermazione gli consente di liberare la luce dell'anima, ossia quella che rappresenta per davvero il coraggio. |                   |         |
| 68      | L'ultima sfida 「最後の挑戦」 - Saigo no chōsen | 5 febbraio 2022   |         |
| 68      | Popp salva Merle con la sua magia e innalza la quinta colonna di luce. Il Super Purificazione viene lanciato con successo e i cinque eroi si teletrasportano sul palazzo di Vearn. Fuori dal castello li aspettano Hadler e la sua guardia reale. Hadler non ha molto da vivere e vuole fare il suo ultimo duello con Dai, per questo i tre membri rimasti della guardia reale portano Popp, Hyunckel e Maam a combattere sulle altre ali del castello affinché non interferiscano. L'unica a rimanere a fianco di Dai è Leona, che grazie a Gomechan si è difesa dal teletrasporto, ma Dai la convince a lasciarlo combattere contro Hadler nonostante il loro obiettivo principale sia Vearn. Ora Hadler e Dai hanno il re delle tenebre come nemico comune, ma Hadler non si sente in diritto di unirsi agli eroi per aver tolto loro la quintessenza della giustizia, e neppure Albinass vuole giungere a patti con Maam che tenta di raggiungere un'intesa con lei. |                   |         |
| 69      | Super scontro d'amore 「愛の激突」 - Ai no gekitotsu | 12 febbraio 2022  |         |
| 69      | Albinass ha deciso di sua iniziativa che implorerà il re delle tenebre di guarire Hadler dopo questo combattimento. Maam interpreta questo interessamento come un sentimento d'amore, ma Albinass replica che si tratta di semplice dedizione servile di un pezzo degli scacchi per il suo padrone. Lo scontro tra le due guerriere diventa più avanzato: Albinass mostra il suo vero aspetto e passa dall'attacco dei mille aghi a quello delle mille sfere; Maam, non riuscendo a mediare con la regina, usa il pugno frantumante della tigre con la sua armatura di tenebra applicata al braccio sinistro, e i frammenti di oricalco della sua armatura trapassano Albinass fino a toglierle il nucleo e, di conseguenza, la vita. Maam è dispiaciuta per aver ucciso Albinass in quanto avrebbe di gran lunga preferito appoggiare il suo amore per Hadler, ed è proprio l'amore che coglie impreparata la ragazza quando scopre di essere molto preoccupata per Popp che sta combattendo contro Sigma. Hyunckel ha sconfitto Hym e convince Maam, la quale ha sempre portato l'amore agli altri, che è giunto il momento che trovi l'amore per se stessa e Maam decide di correre da Popp. |                   |         |
| 70      | Vittoria o annientamento 「勝利か消滅か」 - Shōri ka shōmetsu ka | 19 febbraio 2022  |         |
| 70      | Sigma è sorpreso dal potere di Popp, che con un'abile mossa lo sprovvede dello specchio di Shahal e tenta di immobilizzarlo con il Black Rod, ma subisce l'attacco ravvicinato Rompifulmini del cavallo. Popp usa la maxicura facendo pensare a Sigma di essere un saggio, ma il mago crede che quell'appellativo non gli si addica, proprio come per il suo mentore, e preferisce farsi chiamare gran stregone. Con un finto Medroa Popp inganna Sigma, dopodiché lancia il vero incantesimo estremo e distrugge l'avversario. Maam raggiunge Popp verso la fine del combattimento e il ragazzo le dichiara direttamente il suo amore per lei. Non avendo ancora compreso il significato dell'amore, Maam confessa di non poterlo corrispondere al momento e promette a Popp di appagare il suo affetto dopo la fine della battaglia. Popp e Maam si ricongiungono a Leona, Gomechan e Hyunckel, che stanno assistendo all'acceso scontro tra Dai e Hadler. |                   |         |
| 71      | La battaglia dei veri draghi 「真竜の闘い」 - Shinryū no tatakai | 26 febbraio 2022  |         |
| 71      | Il duello tra Dai e Hadler genera un campo di calore rappresentato da una corrente d'aria sferica, destinata a convergere nel punto in cui l'equilibrio delle forze dei due combattenti verrà meno. Vearn assiste con piacere alla battaglia, paragonandola a quella che ebbe luogo svariati secoli fa tra i due draghi più potenti: Velzar, allora drago degli abissi, e Voriks, drago del fulmine che perse la lotta. Dai combina i due tipi di Avan Strash: l'Arrow che lancia energia contro l'avversario e il Break che fende l'avversario con la spada dell'eroe, il quale gli si deve lanciare appresso. Scagliandoli in sequenza, Dai riesce a farli agire contemporaneamente su Hadler, che subisce la forza del nuovo Avan Strash Cross. Lo scontro non è ancora finito perché Hadler si rialza creando la sua spada della vita, che eredita l'energia della forza di volontà dei suoi alleati caduti in battaglia, ma anche Dai possiede un ultimo asso nella manica. |                   |         |
| 72      | L'ultimo fendente 「最後の一太刀」 - Saigo no hitotachi | 5 marzo 2022      |         |
| 72      | Hadler esegue un'Ultrafiammata esplosiva suprema che si scontra con il nuovo Giga Strash di Dai, una tecnica ideata sul momento dall'eroe che fonde il Gigabreak di suo padre e l'Avan Strash del suo precettore. Il duello è vinto da Dai, ma Killvearn in agguato attiva una delle sue Kill Trap consistente in otto sorgenti di fuoco che convergono verso una centrale, dove si trovano Dai sfinito e Hadler in punto di morte. Popp si unisce a loro appena in tempo, prima che la trappola si chiuda, per tenerla alzata dall'interno. Qualsiasi altra azione intrapresa dagli amici, come un Grand Cross lanciato da Hyunckel e i pugni di rabbia tirati da Maam, non sortiscono alcun effetto sulla gabbia di fuoco. L'unico modo per annientarla sarebbe usare un potere magico almeno pari a quello di Popp o sconfiggere il suo creatore, Killvearn, che però si è prontamente rifugiato all'interno del castello. |                   |         |
| 73      | La speranza tra le fiamme 「炎の中の希望」 - Honō no naka no kibō | 16 aprile 2022    |         |
| 73      | Quando tutto sembra finito, Hadler risveglia in Popp e Dai la speranza che contraddistingue univocamente ogni discepolo di Avan, e inaspettatamente aiuta Popp a lanciare un Medroa verso il cielo per disinnescare temporaneamente la trappola. In quell'attimo di libertà Dai ne approfitta per scappare ma Popp, profondamente colpito dal sacrificio di Hadler, non riesce ad abbandonarlo. La trappola si richiude e Hadler protegge Popp dalle fiamme, oltre a ringraziarlo con tutto il cuore per essere stato il primo a scorgere del buono in un essere come lui. Mentre Killvearn e Piroro brindano già alla morte di Popp, giunge un aiuto dal cielo che distrugge la Kill Trap e salva i due guerrieri al suo interno; a compiere questo miracolo è stato il maestro Avan, che si ricongiunge ai suoi diletti dopo tanto tempo. Avan è molto riconoscente verso Hadler, egli infatti non è più il signore delle tenebre che conosceva e a sua volta ringrazia l'eroe infilzando a morte Killvearn, che era venuto a uccidere Avan rendendosi invisibile. Dopo quest'ultimo sforzo compiuto, Hadler si dissolve tra le braccia di Avan, orgoglioso di essere stato anche solo per una volta votato ai suoi valori. |                   |         |
| 74      | Il ritorno del grande eroe 「大勇者の復活」 - Dai yūsha no fukkatsu | 23 aprile 2022    |         |
| 74      | Tutti i ragazzi sono emozionati per il ritorno di Avan e corrono ad abbracciarlo, a parte Hyunckel che prova ancora profonda vergogna per l'odio che gli ha rivolto in passato. Avan spiega che, dopo aver lanciato il Megante contro Hadler, fu l'amuleto di Carl donatogli da Flora ad assorbire il contraccolpo dell'incantesimo e quindi a lasciarlo in vita, ma non fa in tempo a raccontare loro cos'è successo dopo perché vorrebbe chiudere la questione con Killvearn da solo, dunque manda avanti i suoi discepoli verso l'ingresso del castello. Avan infatti aveva continuato a percepire la presenza di Killvearn e gli aveva infilzato una piuma magica nel petto mentre parlava con i suoi ragazzi. Dopo averli convinti ad allontanarsi, la piuma ha iniziato a bloccare i movimenti di Killvearn che, non riuscendo a uccidere Avan, si ritira. Avan raggiunge gli altri e Hyunckel gli chiede di spiegargli con sincerità quali sono le sue condizioni fisiche. |                   |         |
| 75      | Arte segreta di purificazione 「破邪の秘法」 - Haja no hihō | 30 aprile 2022    |         |
| 75      | Avan confessa di non essere più forte come una volta, almeno non quanto i suoi allievi che in tutto questo tempo si sono messi alla prova contro nemici sempre più forti, ma Vearn vede in lui una forza di diversa natura che è ancora una minaccia e richiama al suo fianco Mystvearn. Hyunckel si separa dal gruppo, con la scusa di non voler farsi guidare da un debole come Avan, per fermare i mostri inseguitori e permettere agli altri di penetrare nel castello. Trovatosi di fronte al portone, Avan esegue l'arte segreta di purificazione, una tecnica di amplificazione della magia che ha appreso durante il suo allenamento nella Caverna della Purificazione, e con l'incantesimo Click apre la porta del palazzo. |                   |         |
| 76      | L'inesorabile avanzata della giustizia 「正義の快進撃」 - Seigi no kaishingeki | 7 maggio 2022     |         |
| 76      | Gli eroi entrano nel palazzo di Vearn e fanno una sosta per riprendere le forze. Avan mostra loro le piume magiche che ha realizzato con la Mysticite: quelle d'oro, potenziate dalla pietra splendente, si usano per attaccare, mentre quelle d'argento, potenziate dalla pietra sacra, donano potere magico. Avan dà a Popp le prime piume d'argento e si allontana dai suoi allievi portando con sé la principessa Leona. Nella valle di Loroi i guerrieri del regno di Carl hanno sconfitto tutti i mostri evocati da Zaboera. Quest'ultimo chiede sostegno a Mystvearn ma egli lo abbandona tornando al castello di Vearn. Zaboera rimane solo, circondato da una schiera di nemici, e si unisce ai corpi dei suoi mostri trasformandosi in Essere Superiore Zombi. |                   |         |
| 77      | L'altro eroe 「もうひとりの勇者」 - Mō hitori no yūsha | 14 maggio 2022    |         |
| 77      | Zaboera si rifugia nel mostro che ha creato, dotato di un'invulnerabile corazza. Nova è pronto a sacrificarsi pur sapendo di non poter infliggere un grande danno all'Essere Superiore Zombi, però è convinto che con questo gesto ridarà coraggio a tutti i suoi compagni come farebbe un vero eroe. Nova prepara la sua spada della vita ma Lon Beruk, colpito dalla determinazione del ragazzo, si frappone tra lui e il nemico ed evoca le spade dell'imperatore astrale. Con queste armi, che forgiò in passato per occasioni di emergenza, Lon Beruk distrugge l'Essere Superiore Zombi ma viene a sua volta colpito dal contraccolpo delle spade e perde l'uso delle braccia. Nova ringrazia Lon Beruk per avergli salvato la vita e gli promette di affiancarlo nel suo lavoro in futuro. Intanto Zaboera cerca di svignarsela ma trova Crocodyne a sbarrargli la strada. |                   |         |
| 78      | Sopravvissuto all'inferno 「地獄からの生還者」 - Jigoku kara no seikansha | 21 maggio 2022    |         |
| 78      | Zaboera tenta di ingannare Crocodyne per salvarsi la pelle ma viene eliminato proprio a causa del suo comportamento scorretto. Chu ingaggia Crocodyne e Beast come suoi alleati per salire fino al castello di Vearn e portare supporto ai loro amici. Hym è tornato in vita ereditando la forza di volontà di tutti i suoi compagni e i capelli d'argento di Hadler. Senza troppo sforzo distrugge l'esercito di mostri avversario di Hyunckel per combattere alla pari contro di lui. Dopo essere stato messo alle strette, Hyunckel si rialza grazie alla determinazione che ha imparato da Avan. |                   |         |
| 79      | Hym dai capelli d'argento 「銀髪のヒム」 - Ginpatsu no Himu | 28 maggio 2022    |         |
| 79      | Dai, Popp e Maam si sono curati e sono pronti ad avanzare all'interno del palazzo, ma arriva Mystvearn a sbarrar loro la strada. Hyunckel è convinto che la resurrezione di Hym sia assimilabile alla promozione del gioco degli scacchi. In un duello di pugni di aura, Hyunckel si priva sia dell'Armatura che della Lancia di Tenebra ed esce vincitore. Quest'ultimo riconosce la forza di Hym e vuole che resti in vita come suo alleato, soprattutto perché la sua nuova vita è stata resa possibile dalla volontà di tutta la Guardia Reale, che deve continuare a vivere in lui. Hym deve andare dai compagni di Hyunckel per farsi curare, ma si presentano gli altri undici pezzi degli scacchi di Vearn che non erano stati dati a Hadler e tra loro, a guidarli, c'è il re Maximum. |                   |         |
| 80      | Scacco matto 「チェックメイト」 - Chekkumeito | 4 giugno 2022     |         |
| 80      | Hyunckel constata che tutte le pedine all'infuori di Maximum e della Guardia Reale sono prive di volontà propria e riesce a distruggerle a mani nude. Maximum tiene sotto controllo l'energia vitale di Hyunckel e legge nei dati immagazzinati nel suo cervello che il suo punto debole sono gli amici, quindi ordina ai suoi pedoni – le uniche pedine che gli sono rimaste – di lanciare Hym nel vuoto e, come previsto, Hyunckel corre a salvarlo. Maximum ottiene il sopravvento su di lui ma prima che riesca a vincere fa ritorno Larhart, che sconfigge i pedoni e il re con il suo Artiglio lacerante. |                   |         |
| 81      | Duello nel Giardino Bianco 「ホワイトガーデンの決闘」 - Howaito Gāden no kettō | 11 giugno 2022    |         |
| 81      | Larhart spiega a Hyunckel di aver beneficiato del sangue di Baran assieme agli altri due Cavalieri di Draghi, ma solo lui è riuscito a resuscitare grazie alla sua forza di volontà. Egli riprende la sua armatura ed entra nel castello, così, sgravato della responsabilità di proteggere Dai e i suoi amici, Hyunckel si gode un meritato sonno. Avan e Leona hanno perlustrato tutto il castello disattivando le trappole di Killvearn e tornano nella stanza chiamata Giardino Bianco, dove Dai, Popp e Maam stanno per iniziare una battaglia contro Mystvearn. Avan vuole combattere al loro posto, ma Killvearn lo trascina improvvisamente in un'altra dimensione per fare un duello con lui. |                   |         |
| 82      | L'erede della giustizia 「正義の後継者」 - Seigi no kōkeisha | 18 giugno 2022    |         |
| 82      | Dai, Popp e Maam si infervorano contro Mystvearn in cerca di un modo per salvare Avan, ma la principessa Leona dice loro di non curarsene perché l'unica speranza di vita che ha il maestro è la sconfitta di Killvearn. Avan aveva già pensato a una simile eventualità e di conseguenza promosse Leona a sua erede dandole metà delle sue piume magiche. Dopo il discorso di Leona, i discepoli di Avan si ricompongono. Popp e Maam assicurano di tenere Mystvearn impegnato per consentire a Dai, Leona e Gomechan di avanzare verso Vearn, ma il loro piano di attaccarlo con il Pugno Rifrattore fallisce e vengono catturati. Popp capisce che si tratta di una trappola ma non riesce a dissuadere Dai dal tornare da loro per aiutarli. Tutto d'un tratto un enorme raggio d'energia attacca Mystvearn, e gli eroi, riusciti a liberarsi dalla presa del nemico, scoprono di essere stati salvati da Larhart. |                   |         |
| 83      | Il volere di Baran 「バランの遺言」 - Baran no yuigon | 25 giugno 2022    |         |
| 83      | Beast guarisce Hym e Hyunckel, e sentenzia che quest'ultimo non potrà più combattere dopo tutte le ferite che ha subito. Ciononostante Hyunckel vuole comunque assistere alla fine della battaglia che ha cominciato e Hym, unitosi suo malgrado al commando del re delle bestie, lo accompagna nel palazzo di Vearn assieme a Chu, Crocodyne e Beast. Larhart spiega che la protezione di Dai è stato l'ultimo desiderio espressogli da Baran, e per questo intende esaudirlo anche a costo della vita. Dai apprezza questo gesto e gli chiede di aiutare Popp e Maam ad affrondare Mystvearn e di non chiamarlo Dino, un nome che gli evoca tristi ricordi. Dai, Leona e Gomechan proseguono verso la Torre della Supremazia, dall'alto della quale Vearn invita l'eroe ad avvicinarsi al suo cospetto. Durante la salita della scalinata che circonda la torre, Dai rende il coltello di Papnica a Leona per permetterle di difendersi e la principessa si rende conto che ormai il suo eroe non è più un bambino come lo conobbe al tempo. Leona viene catturata da dei tentacoli e trascinata nel cuore della torre, Dai la segue e scopre che ad aggredirla è stata una creatura delle tenebre. |                   |         |
| 84      | Risvegliati, Cavaliere del destino 「起て、宿命の騎士」 - Tate, shukumei no kishi | 2 luglio 2022     |         |
| 84      | Leona è stata catturata dal reattore a potere oscuro, una macchina vivente costruita per diffondere il potere di Vearn in tutto il palazzo. Goroa, il suo guardiano, spiega a Dai che a causa del Super Purificazione non è più in grado di attingere energie da Vearn e sta tentando di farlo dalle piume recate da Leona. Dai cerca di liberarla ma non riesce a superare la barriera eretta dal reattore, inoltre Goroa ha deciso di osteggiare l'eroe, lanciandogli delle onde gravitazionali che lo spingono a terra, per guadagnarsi la fiducia di Vearn. Dai rivede la figura di suo padre assieme al suo ricordo della morte di Soala, e libera il potere di Baran come fece con il suo la prima volta che protesse Leona. Con il suo stemma nella mano destra e quello di suo padre nella mano sinistra, Dai estrae per la prima volta tale stemma dei draghi gemelli, si risolleva e attacca il reattore a potere oscuro con lo Stemmaraggio. Leona cade a terra illesa, difesa da Gomechan che per tutto il tempo ha impedito al mostro di assorbirla al costo di rimpicciolirsi. Goroa si riprende e, disobbedendo agli ordini di Vearn, si inserisce in ciò che resta del reattore per un gesto disperato contro di Dai, il quale esegue un Doruora con cui abbatte sia il mostro che il guardiano. |                   |         |
| 85      | Vearn, il re delle tenebre 「大魔王バーン」 - Daimaō Bān | 9 luglio 2022     |         |
| 85      | Dai e Leona salgono la Torre della Supremazia fino alla stanza di Vearn. Egli non ha subito alcun danno dal Doruora di Dai, ma è al corrente della sua evoluzione e vuole tutelarsi dalla sua imprevedibile nuova potenza, tentando di ucciderlo subito. Il giovane eroe infatti ha ereditato in un colpo solo i geni combattivi dei precedenti Cavalieri del Drago, che si sono sommati alla sua già formidabile forza innata. Oltre ad aver resistito al lancio del Doruora – normalmente sopportabile solo dopo la trasformazione in Dragonoide – Dai dimostra di riuscire a combattere al pari di Vearn e si difende dal Muro delle Calamità facendosi scudo con l'aura del drago. Hyunckel e gli altri si ricongiungono a Maam, Popp e Larhart, e Hym è pronto a unirsi a loro nella battaglia contro Mystvearn. |                   |         |
| 86      | La trappola di Killvearn 「キルバーンの罠」 - Kirubān no wana | 16 luglio 2022    |         |
| 86      | Vearn chiede a Dai, come fece con suo padre, di diventare suo servitore e tradire gli esseri umani, ma riceve una ferma risposta negativa. Killvearn ha disseminato il luogo del duello di tredici lame invisibili, si tratta di una trappola chiamata Lama Fantasma che impedisce ad Avan di muoversi liberamente. Anche il giudice è dalla parte di Killvearn e non permette ad Avan di lanciare il Megante, mentre Killvearn lascia il luogo dello sconto tagliando una mano di Avan con cui egli lo tratteneva. Hym avversa Mystvearn estraendo davanti a tutti la sua aura di luce, e riesce a dissolvere all'istante un campo malefico disteso dal nemico. |                   |         |
| 87      | L'attacco decisivo 「勝負をかけた攻撃」 - Shōbu o kaketa kōgeki | 23 luglio 2022    |         |
| 87      | Lo scontro tra Mystvearn e Hym continua, con il pedone in vantaggio. Mystvearn concentra tutta la sua aura di tenebra in un pugno e frantuma con esso il braccio destro di Hym, ma quest'ultimo ne approfitta per avvicinarsi a lui e metterlo a tappeto con un Aura Knuckle nel pugno sinistro. Hym sta per togliere la maschera di Mystvearn e scoprire il suo segreto quando Crocodyne ricorda che Lon Beruk gli ha consigliato di non farlo, in quanto la sua veste delle tenebre pone un limite al suo potere. Intanto Vearn decide di utilizzare un attacco simultaneo contro Dai con il Kaiser Phoenix e il Bastone della Lucetenebra. Dai riesce a schivare il bastone e a ferire Vearn, ma subisce il secondo attacco consapevole dei danni. Come attacco decisivo Dai lancia un Doruora che gli consuma tutte le sue energie, ma le recupera subito dopo con una piuma d'argento lanciata da Leona e, continuando il suo attacco, spazza via il re delle tenebre. |                   |         |
| 88      | La veste delle tenebre 「闇の衣」 - Yami no koromo | 30 luglio 2022    |         |
| 88      | Dai ha sconfitto il re delle tenebre ma non si riprende dalla battaglia neanche dopo un Maxicura lanciato da Leona, quindi lui e la principessa decidono di aspettare una guarigione naturale prima di andare ad aiutare gli altri. Mystvearn prende l'iniziativa di spogliarsi della sua veste delle tenebre e dimostra di essere più potente dello stesso Vearn. Un Medroa di Popp sarebbe l'unica possibilità di salvezza ma il mago non ha il tempo di prepararlo a causa della forza smisurata di Mystvearn. A seguito di un'osservazione di Maam, Beast capisce che l'invulnerabilità del volto di Mystvearn è dovuta all'incantesimo segreto Congelatempo, e promette a Popp il tempo necessario per preparare il Medroa. |                   |         |
| 89      | L'incantesimo segreto Congelatempo 「凍れる時間の秘法」 - Kōreru toki no hihō | 6 agosto 2022     |         |
| 89      | Come racconta Beast, l'incantesimo segreto Congelatempo fu lanciato da Avan una sola volta contro Hadler diciassette anni addietro, in concomitanza con un'eclissi solare. In quell'occasione Avan volle proteggere Roka, Leira e la loro figlia che stava per nascere, e si fece accompagnare da Matoriv e Brokeena. Quest'ultimo ora combatte contro Mystvearn sotto l'identità di Beast. Popp è più determinato a lanciare il Medroa dopo aver ascoltato il racconto; Mystvearn però cattura Brokeena e lo pone davanti a sé per esporlo al posto suo all'incantesimo. Popp scaglia comunque la freccia, avendo cura di raggiungere il maestro subito dopo con un Teletrasporto e allontanarsi con lui dal nemico, ma Mystvearn devia il colpo proprio in direzione di Popp e Brokeena, che svaniscono nel nulla. |                   |         |
| 90      | Myst e Kill 「影と死神」 - Misuto to Kiru | 13 agosto 2022    |         |
| 90      | Dall'incantesimo Phoenix Wing che Mystvearn ha appena usato, Hyunckel intuisce un legame di identità tra lui e il re delle tenebre Vearn. Pure Killvearn si palesa in quel momento per chiedere spiegazioni a Mystvearn, giustificando la sua curiosità su una verità che ha sempre temuto con il fatto che il suo ruolo di supervisore di Vearn potrebbe essere stato compromesso, ma per un piccolo errore Avan si tradisce. Il maestro infatti è sopravvissuto al Megante del giudice ed è tornato nella dimensione reale facendosi attirare da una sabbia magica nascosta nel guanto tagliato da Killvearn. Quest'ultimo ha lanciato il suo incantesimo più potente, l'Inferno Cremante, ma per un Avan Strash è finito lui stesso incendiato dalle fiamme. Avan ha resistito sia a questo attacco che al Megante grazie alle ceneri di Hadler rimaste su di lui. Commosso dalle lacrime di Piroro, Avan ha salvato Killvearn ma ha preso una precauzione rivelatasi necessaria per la slealtà del nemico. Killvearn è morto vittima di una lama fantasma che aveva in precedenza trafitto il suo avversario, e Avan ha assunto le sue sembianze per carpire da Mystvearn le informazioni riguardo al suo segreto. Dai e Leona sono preoccupati da una minaccia in arrivo dal cielo. |                   |         |
| 91      | La verità su Vearn 「バーンの真実」 - Bān no shinjitsu | 20 agosto 2022    |         |
| 91      | Mystvearn conferma i sospetti di Avan: in passato Vearn divise il suo corpo in due. Su uno di essi, per preservarne la forza fisica, lanciò l'incantesimo segreto Congelatempo e lo affidò a Myst, l'unico essere demoniaco in grado di insediarsi in un fisico congelato da tale incantesimo e manovrarlo. Da tale fusione naque Mystvearn, un diretto sottoposto di Vearn – che continuò a vivere nell'altro corpo accumulando saggezza e potere magico – a cui chiedeva il permesso per utilizzare la sua vera forza nei combattimenti. Mystvearn doveva la sua immortalità all'incantesimo segreto Congelatempo, che periodicamente Vearn lanciava su di lui. Vearn ritorna morente al cospetto di Dai e Leona in cima alla Torre della Supremazia dopo aver resistito all'attacco dell'eroe con il Bastone della Lucetenebra, ormai frantumato. Egli riprende da Myst il suo corpo rimasto giovane con il quale si fonde, ritornando così al suo aspetto originale e riconquistando tutta la sua forza da cui si era separato. Intanto nel Giardino Bianco Myst si impossessa del corpo di Maam e attacca i compagni della ragazza. Per poter sconfiggere il mostro e risparmiare Maam, Avan lancia contro di lei un fendente dell'aria con la lancia di Larhart, ma il mostro fuoriesce dalla ragazza prima di restarne vittima ed entra nel corpo di Hyunckel. |                   |         |
| 92      | La posizione di guardia demoniaca del cielo e della terra 「天地魔闘の構え」 - Tenchimatō no kamae | 27 agosto 2022    |         |
| 92      | Myst viene annichilito dall'aura di luce concentrata nell'anima di Hyunckel e Maam, risvegliatasi poco dopo, resta all'oscuro di questo fatto. La ragazza trova Popp e Beast assieme al gruppo, dal momento che Avan li aveva portati in salvo prima di impersonare Killvearn, e si arrabbia con Popp per averla fatta preoccupare. Larhart, Popp e tutti gli altri sono pronti a raggiungere Dai e a sostenerlo nell'ultimo scontro con Vearn. Quest'ultimo attende la completa guarigione di Dai prima di passare all'attacco e per proteggersi da un suo Giga Strash assume la posizione di guardia demoniaca del cielo e della terra, che gli consente di usare tre incantesimi contemporaneamente. Dai cade a terra ferito e sanguinante, mentre Vearn, rimasto illeso, rivolge il suo interesse verso Leona e decide di sottometterla alla sua volontà. |                   |         |
| 93      | La gemma occhio 「瞳の宝玉」 - Hitomi no hōgyoku | 3 settembre 2022  |         |
| 93      | Leona, che è riuscita a ribellarsi e a ferire Vearn, viene intrappolata dal re delle tenebre in una gemma occhio: una piccola sfera rossa da cui non si può uscire senza prima aver dissolto il potere di Vearn. Mentre quest'ultimo attacca Dai sotto gli occhi della principessa, gli altri amici giungono in suo aiuto, ma Hyunckel, Maam, Crocodyne, Chu e Beast vengono rinchiusi in altre gemme occhio perché troppo deboli per combattere. Mente Popp cura Dai, Avan, Hym e Larhart si lanciano contro di Vearn e, nonostante gli avvertimenti di Dai sulla posizione di guardia demoniaca del cielo e della terra, Popp non dice loro di fermarsi. Come Dai temeva, i suoi alleati non riescono a sopraffare Vearn e Avan, il più ferito dei tre, finisce rinchiuso in una gemma occhio. |                   |         |
| 94      | La forza dei legami 「絆にかけて」 - Kizuna ni kakete | 10 settembre 2022 |         |
| 94      | Popp sostiene che nel momento immediatamente dopo l'uso della posizione di guardia demoniaca del cielo e della terra Vearn sia vulnerabile. Per averne la conferma chiede a Hym e Larhart di lanciarsi contro di lui e subire il suo contrattacco, mentre Popp scaglia un Medroa che Vearn riflette solo all'ultimo secondo. Il re delle tenebre imprigiona Hym e Larhart in due gemme occhio, facendo rimanere solo Popp e Dai a combattere contro di lui. Popp vuole ripetere l'azione di prima facendo da esca per i tre incantesimi di difesa di Vearn, in modo da permettere a Dai di colpirlo, tuttavia riesce a padroneggiare solo due incantesimi contemporaneamente. Come Vearn si aspettava, i primi due incantesimi si annullano a vicenda e il terzo colpisce in pieno Popp, che però aveva nascosto lo specchio di Shahal sotto il vestito, il quale riesce a riflettere l'ultimo Phoenix Wing di Vearn contro lui stesso. |                   |         |
| 95      | Il più grande capovolgimento finale 「最大最後の逆転」 - Saidai saigo no gyakuten | 17 settembre 2022 |         |
| 95      | Dai approfitta dell'occasione creatagli da Popp e spezza un braccio a Vearn. Avendo annullato la posizione di guardia demoniaca del cielo e della terra, Dai può attaccare Vearn da vicino e scaglia ripetutamente l'incantesimo Superfulmine, anche se è costretto a subirlo pure lui. Vearn mostra a Dai il suo ultimo asso della manica: nella sala del reattore a potere oscuro c'è l'ultimo dei sei pilastri di Vearn, che viene fatto precipitare proprio sotto il palazzo causando la morte di tutti i guerrieri e amici degli eroi. Ciascun pilastro contiene un nucleo oscuro di potenza decuplicata rispetto a quello di Hadler, ed è programmato per esplodere in concomitanza con gli altri, già disseminati nel mondo come vertici di un esagono, causando la distruzione dell'intera superficie. Di fronte a una prospettiva cupa e alla consapevolezza di una totale impotenza, Dai perde la forza di continuare a combattere e assieme a Popp, anch'egli disperato, attende il compiersi della tragica fine. |                   |         |
| 96      | Come un lampo di luce 「閃光のように」 - Senkō no yō ni | 24 settembre 2022 |         |
| 96      | La vittoria di Vearn è ormai vicina e il suo acerrimo rivale Velzar si complimenta con lui per il suo successo. Essi si sfidarono molti secoli addietro per la conquista del mondo in superficie e Velzar assoldò Kill per controllare le azioni del re delle tenebre. Merle si mette in contatto telepatico con Popp e lo prega di non arrendersi, perché lei e tutti gli altri si sono messi in salvo prima della caduta del sesto pilastro, e si stanno adoperando per disattivare tutti i nuclei oscuri congelandoli. Popp si fa coraggio, anche ripensando al valore della vita che sua madre gli instillò da bambino, e dona speranza anche a Dai. I due amici, di nuovo in piedi e pronti a combattere, si lanciano imperterriti contro Vearn. |                   |         |
| 97      | La lacrima degli dèi 「神の涙」 - Kami no namida | 1º ottobre 2022   |         |
| 97      | Vearn è stupefatto dalla determinazione di Dai e Popp, ma per assicurare la sua vittoria decide di far esplodere in anticipo i pilastri. Leona, con estrema forza di volontà, mette in movimento le gemme occhio dei suoi amici che distolgono Vearn dal suo obiettivo. Il re delle tenebre individua la causa della ribellione delle gemme, libera la principessa e le strappa Gomechan. Vearn spiega che quello slime è una lacrima degli dèi, in grado di esaudire qualunque desiderio ad eccezione di quelli maligni, e lo stringe nella sua mano fino a distruggerlo in mille pezzi. Dai, molto addolorato, corre verso i resti del suo amico ed entra in contatto con lui nella sua coscienza: Gomechan gli conferma di essere una lacrima degli dèi e gli svela che ha sempre vissuto con lui per esaudire il primo desiderio che Dai gli espresse quando lo incontrò, ovvero quello di avere un amico al suo fianco. Prima di dissolversi, Gomechan esaudisce un ultimo desiderio di Dai e fa in modo che tutte le persone del mondo si uniscano spiritualmente e condividano il proprio cuore nei pensieri di tutti. Grazie a ciò i saggi di Papnica, i falsi eroi e molte altre persone comprendono il pericolo e tentano di sventarlo, ma soprattutto hanno modo di rincuorare Dai e i suoi amici. |                   |         |
| 98      | La decisione di Dai 「ダイの決断」 - Dai no ketsudan | 8 ottobre 2022    |         |
| 98      | Il gruppo dei falsi eroi raggiunge il pilastro a sud di Orzam per congelarne il nucleo oscuro. Sul posto c'è anche Matoriv, fratello del mago Masopho, che però non ha abbastanza potere magico per fermare il nucleo. Masopho si fa coraggio e assieme ai suoi amici ghiaccia il nucleo oscuro proprio mentre Vearn ordina l'esplosione anticipata, evitando la fine del mondo. Gomechan, per fare un ultimo saluto, illumina i cieli di tutto il mondo e Dai gli promette di ritrovarlo quando tornerà ad essere una lacrima degli dèi. Vearn è arrabbiato per la mancata esplosione, ma non si dà per vinto e sostiene che la distruzione della superficie è solo rimandata. Dai decide di usare tutto il potere che gli rimane per sconfiggerlo, anche quello racchiuso nello stemma di Baran che fino ad allora aveva limitato per non tramutarsi in un mostro. Popp e Leona si preoccupano per questa scelta disperata ma l'eroe li convince a lasciarlo provare e a mettersi in salvo appena scomparirà la barriera del palazzo, portando con loro le gemme occhio. Vearn fa precipitare Popp e Leona nel cuore del palazzo e Dai inizia a sprigionare la sua furia: egli fonde i due stemmi in uno solo e assume la forma di Dragonoide ereditata da suo padre. |                   |         |
| 99      | Vincere con le proprie abilità 「この腕で勝利を」 - Kono ude de shōri o | 15 ottobre 2022   |         |
| 99      | Tutti gli amici che erano stati imprigionati nelle gemme occhio riescono ad uscirne, ma si ritrovano intrappolati nel cuore del palazzo di Vearn, le cui pareti assorbono il potere magico e sono inscalfibili. L'unico incantesimo potente come il Doruora che potrebbe distruggerle è il Grand Cross: Hym lo lancia distruggendosi le braccia, sacrificandosi per Hyunckel e Avan che avrebbero rischiato di perdere la vita a causa del contraccolpo. Non appena la barriera viene infranta, gli eroi lasciano il palazzo di Vearn con un teletrasporto prima di schiantarsi al suolo e si ricongiungono con i guerrieri della regina Flora. Vearn ha perduto molto potere e con esso il controllo del suo palazzo, che ora è crollato e ridotto a poche macerie fluttuanti. Non volendo accettare la sconfitta il re delle tenebre attinge dall'occhio del sovrano posizionato sulla sua fronte il potere per trasformarsi definitivamente in Sovrano Supremo, una trasformazione irreversibile del proprio corpo analoga a quella dell'Essere Superiore e del Dragonoide. Dai viene messo alle strette da tale accrescimento di potere di Vearn, ma esercitando la sua aura del drago alla massima potenza scaglia su di lui un Doruora. |                   |         |
| 100     | Addio! Adorato mondo in superficie 「さらば！愛する地上よ」 - Saraba! Aisuru chijō yo | 22 ottobre 2022   |         |
| 100     | Vearn fa perdere i sensi a Dai, ma non si ritiene soddisfatto finché il suo avversario non sarà ridotto in pezzi. Improvvisamente la Spada demoniaca del Drago vola dall'eroe predisponendosi a lui e la luce del sole, nella quale Dai scorge l'immagine di sua madre, lo risveglia. La voce di Baran nella coscienza di Dai lo incoraggia a usare la spada dei Cavalieri del Drago per sconfiggere Vearn, ma essa si spezza nel corpo del re delle tenebre prima che venga ferito. Dai, catturato da Vearn, si libera dalla sua presa e raggiunge la propria spada impiantata nel petto del nemico per poi trascinarla verso il basso e squarciarlo in due. Il re delle tenebre ne rimane pietrificato e il suo corpo di Sovrano Supremo si sgretola. Dai precipita sulla superficie mentre riacquista il suo aspetto normale e viene preso al volo da Popp. Nel recare a tutti l'agognata notizia della sconfitta di Vearn, Dai viene acclamato dai suoi amici come un vero eroe. Purtroppo un altro nemico è ancora in vita: Killvearn, o per meglio dire Piroro, che ha sempre manovrato il corpo del dio della morte sviando su di esso gli attacchi diretti a lui. Piroro attiva un nucleo oscuro presente nella testa di Killvearn che, non potendo essere disinnescato con gli incantesimi congelanti, viene prontamente preso da Dai e Popp e portato in alto nel cielo mentre Avan e Maam eliminano il mostriciattolo. Dai decide di sobbarcare solo sulle sue spalle il pericolo mortale e fa cadere Popp prima che il nucleo oscuro esploda, compiendo così il suo destino. Tempo dopo viene eretto un altare in onore di Dai che innalza la sua spada, e la gemma rossa illuminata sull'elsa conferma che il ragazzo è ancora vivo. Gli amici di Dai partono alla sua ricerca, ma soprattutto si impegnano per mantenere la pace faticosamente conquistata e per rinvigorire il mondo in cui vivono, affinché possa esserne orgoglioso l'eroe che l'ha salvato, quando vi ritornerà. |                   |         |

## Home video

### Giappone
Gli episodi di Dragon Quest: L'avventura di Dai sono stati pubblicati per il mercato home video nipponico in edizione Blu-ray dal 29 gennaio 2021 al 25 novembre 2022.
| N° | Data             | Dischi | Episodi | Fonte  |
| -- | ---------------- | ------ | ------- | ------ |
| 1  | 29 gennaio 2021  | 2      | 1-13    | [ 11 ] |
| 2  | 30 aprile 2021   | 2      | 14-25   | [ 13 ] |
| 3  | 30 luglio 2021   | 2      | 26-37   | [ 14 ] |
| 4  | 29 ottobre 2021  | 2      | 38-50   | [ 15 ] |
| 5  | 28 gennaio 2022  | 2      | 51-62   | [ 16 ] |
| 6  | 27 maggio 2022   | 2      | 63-74   | [ 17 ] |
| 7  | 26 agosto 2022   | 2      | 75-87   | [ 18 ] |
| 8  | 25 novembre 2022 | 2      | 88-100  | [ 12 ] |